# Panzerkreuzer

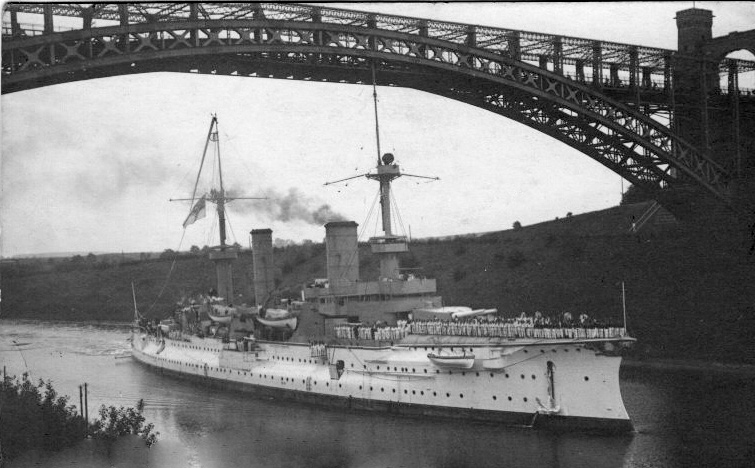
Die Fürst Bismarck, der erste deutsche Panzerkreuzer, im Jahr 1900

Als Panzerkreuzer wird ein Kriegsschifftyp bezeichnet, der von ca. 1870 bis kurz vor dem Ersten Weltkrieg gebaut wurde. Es handelte sich um große, stark bewaffnete und gut geschützte Kreuzer. Charakteristisch war die Panzerung der Schiffsseiten. Abhängig vom Zeitraum und den Vorstellungen der jeweiligen Marine waren Panzerkreuzer für die verschiedensten Aufgaben vorgesehen: Angriffe auf die gegnerischen oder der Schutz der eigenen Seeverbindungen, kampfkräftiges Schiff für Übersee, Aufklärung für die eigene Schlachtflotte, Bekämpfung feindlicher Schlachtschiffe zur Unterstützung der eigenen Schlachtflotte oder, insbesondere für kleinere Marinen, kostengünstige Alternative zu Schlachtschiffen.
Panzerkreuzer kamen im Russisch-Japanischen Krieg intensiv zum Einsatz. Mit der Einführung von Schlachtschiffen und Schlachtkreuzern vom Dreadnought-Typ ab 1905 waren sie konzeptionell überholt. Trotzdem wurden sie im Ersten Weltkrieg als relativ große und neue Schiffe noch vielfach eingesetzt, wenn sie auch gegen die neuen Großkampfschiffe nicht bestehen konnten.
Nach dem Ersten Weltkrieg wurden die verbliebenen Schiffe abgewrackt oder bekamen Hilfsaufgaben zugewiesen. Wenige blieben bis zum Zweiten Weltkrieg im operativen Einsatz. Die griechische Georgis Averoff wurde als letzte ihres Typs als Museumsschiff erhalten.

## Die Entwicklung des Schiffstyps
Die Entwicklung hochseefähiger Panzerschiffe in den sechziger Jahren des 19. Jahrhunderts führte zu Unklarheiten bei der Abgrenzung der Kriegsschifftypen, insbesondere zwischen Schlacht- oder Linienschiffen (Hauptkampfschiffen, engl. „capital ships“) und kreuzenden Schiffen („Kreuzer“ oder „Cruiser“ bezeichnete zu diesem Zeitpunkt noch keinen Schiffstyp). Entsprechend waren Typbezeichnungen zwischen den Marinen und über die Zeit sehr uneinheitlich, bis sich gegen Ende des 19. Jahrhunderts eine gewisse Standardisierung durchgesetzt hatte.

### Frühe Entwicklung
Als Vorform des Typs Panzerkreuzers können die Panzerkorvetten Belliqueuse (1863) und die der Alma-Klasse (1865) der französischen Marine gelten. Die Schiffe waren als kampfkräftige Schiffe für Überseestationen vorgesehen, eine Rolle, die später typisch für große Schiffe des Typs Kreuzer wurde. Sie waren jedoch nicht für den Angriff auf feindliche Seeverbindungen (Handelskrieg, Kreuzerkrieg) gedacht. Bis 1877 folgten drei ähnliche Schiffsklassen, diese wurden ab 1885 als Panzerkreuzer klassifiziert.
Als erste Panzerkreuzer werden die russischen Panzerfregatten der General-Admiral-Klasse (1870) betrachtet. Diese waren für den Handelskrieg konstruiert, was bis zum Bau der Gromoboi (1897) die Hauptaufgabe russischer Panzerkreuzer sein sollte.
Die ersten Panzerkreuzer der britischen Royal Navy gingen auf Überlegungen aus dem Jahr 1866 zurück, den vorgenannten französischen Panzerkorvetten etwas entgegenzusetzen. Dies führte zuerst zu den Zentralbatterieschiffen der Audacious- und Swiftsure-Klasse (1867–1868), die jedoch als Schlachtschiffe 2. Rangs angesehen und auch später so klassifiziert wurden. Der Wunsch nach einer stärkeren Betonung der Kreuzereigenschaften, stärkerer Bewaffnung und dickerem Gürtelpanzer führte zur Shannon (1873) und der nachfolgenden Nelson-Klasse (1874), die als erste britische Panzerkreuzer angesehen werden.
Die im beschriebenen Zeitraum gebauten britischen und russischen Schiffe trugen ihre Geschütze in Breitseitenaufstellung längs der Bordwand hinter Stückpforten, teilweise in gepanzerten Batterien, teilweise ungepanzert. Die französische Marine verwendete bei den späteren Klassen außerdem eine Aufstellung in kreisförmigen Barbetten an Oberdeck. Alle Schiffe verfügten zusätzlich zu dem Antrieb durch Dampfmaschinen über eine Besegelung und erreichten typischerweise 11 bis 14 Knoten. Die Notwendigkeit einer Beseglung ergab sich aus der Tatsache, dass es jenseits der europäischen Gewässer und der nordamerikanischen Ostküste vor Einführung der Dreifachexpansionsmaschine nur wenige Bekohlungsstationen gab, so dass die Brennstoffversorgung nicht ausreichend sichergestellt war.
Die britische Marine entwickelte Ende der 1870er Jahre ein Interesse an in Barbetten aufgestellten Geschützen nach dem Vorbild der französischen Marine. Diese hatten bessere Bestreichungswinkel und boten Vorteile bei starkem Seegang, da die Bewaffnung höher im Schiff aufgestellt war. Dementsprechend erhielt die nächste Schiffsklasse, die Imperieuse-Klasse (1881), eine Hauptbewaffnung in vier rautenförmig angeordneten Barbetten. Die ursprünglich geplante Barktakelage wurde aus Gründen der Gewichtsersparnis, aber auch weil sie sich als nutzlos erwies, weggelassen. Die Schiffe waren als Gegengewicht gegen die großen gepanzerten Handelsstörkreuzer Russlands geplant, aber auch als kampfkräftige Schiffe für Übersee vorgesehen. Russland folgte dem Beispiel und konstruierte mit der Admiral Nakhimov (1884) einen Panzerkreuzer mit einer identischen Geschützaufstellung in Barbetten (zusätzlich mit leichten Turmschilden), um dann wieder zur Breitseitenaufstellung zurückzukehren.
1885 bis 1886 legte die britische Marine mit der Orlando-Klasse für mehr als 10 Jahre ihre letzten Panzerkreuzer auf Stapel. Im Gegensatz zu ihren Vorgängern war sie an kleinere geschützte Kreuzer angelehnt und waren nicht als Hauptkampfschiffe für Übersee konstruiert. Wie schon die Imperieuse-Klasse wurde sie erheblich schwerer als ursprünglich geplant fertiggestellt, wodurch der schmale Panzergürtel komplett unter Wasser lag und weitgehend nutzlos war. Dies führte zu verbesserten Verfahren zur Gewichtskontrolle in dem Entwurfsprozess der Royal Navy.

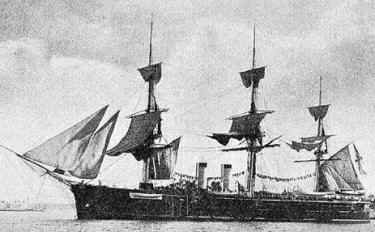
Die russische General-Admiral
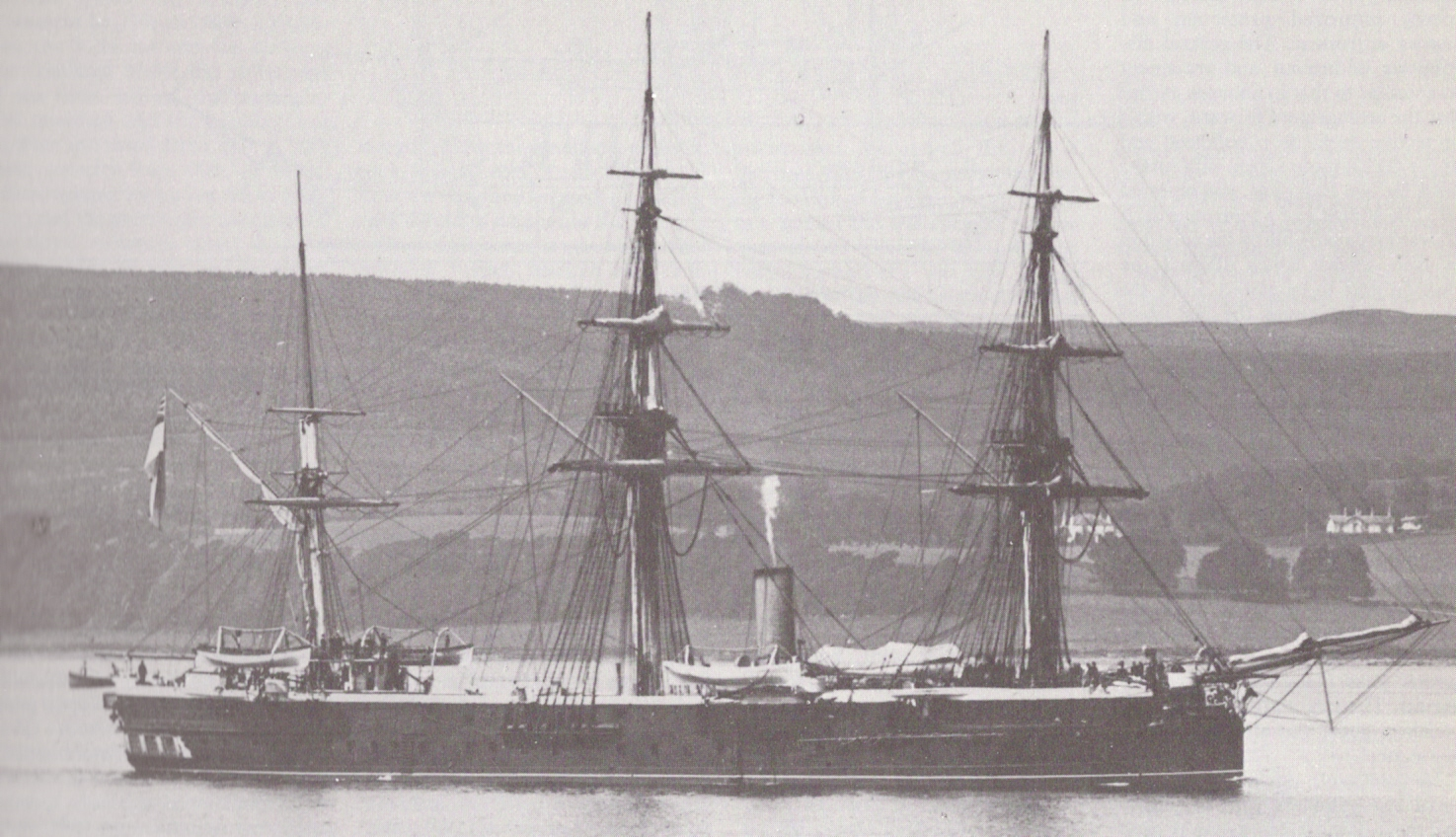
Die britische Shannon
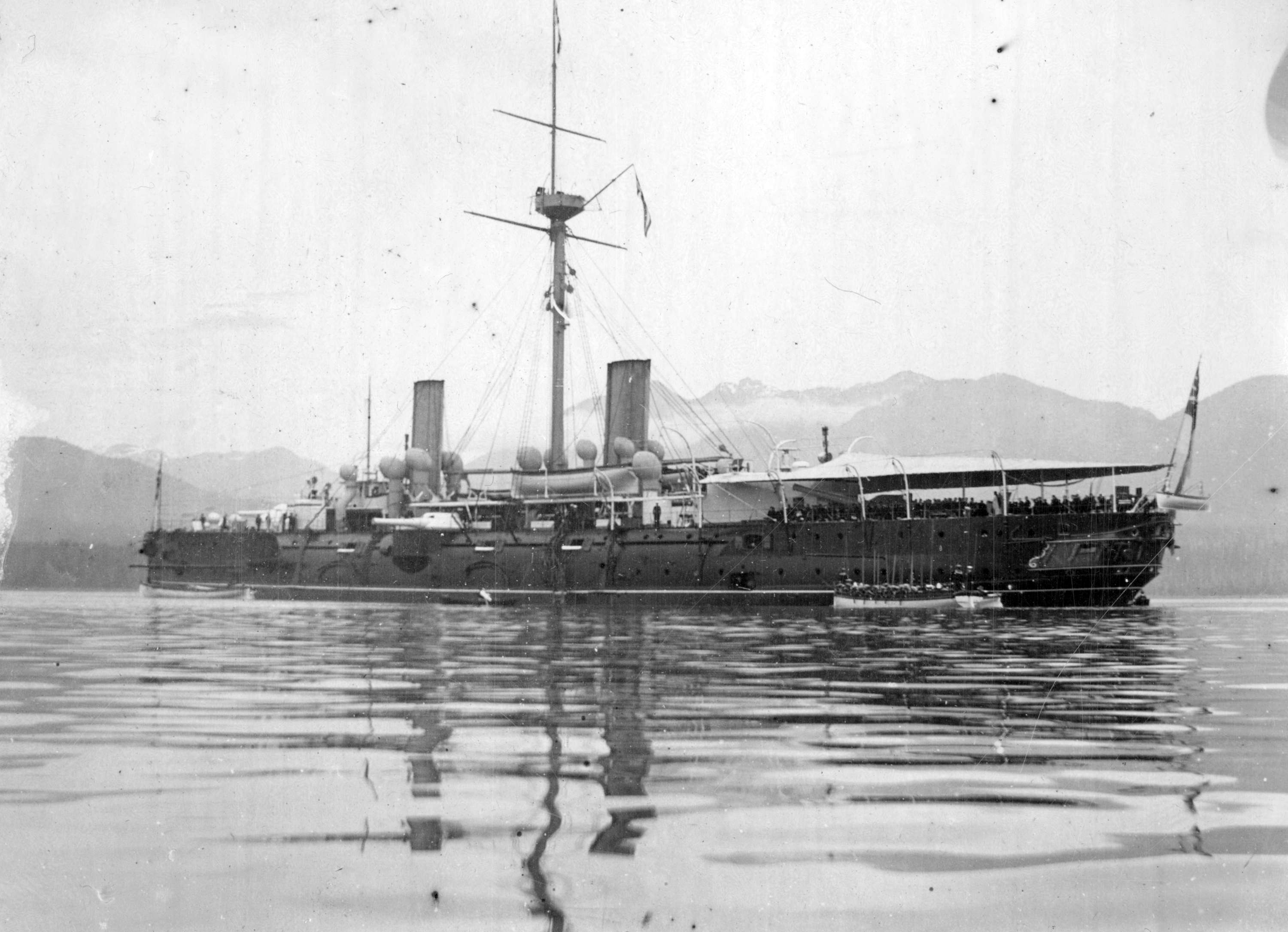
Die britische Imperieuse
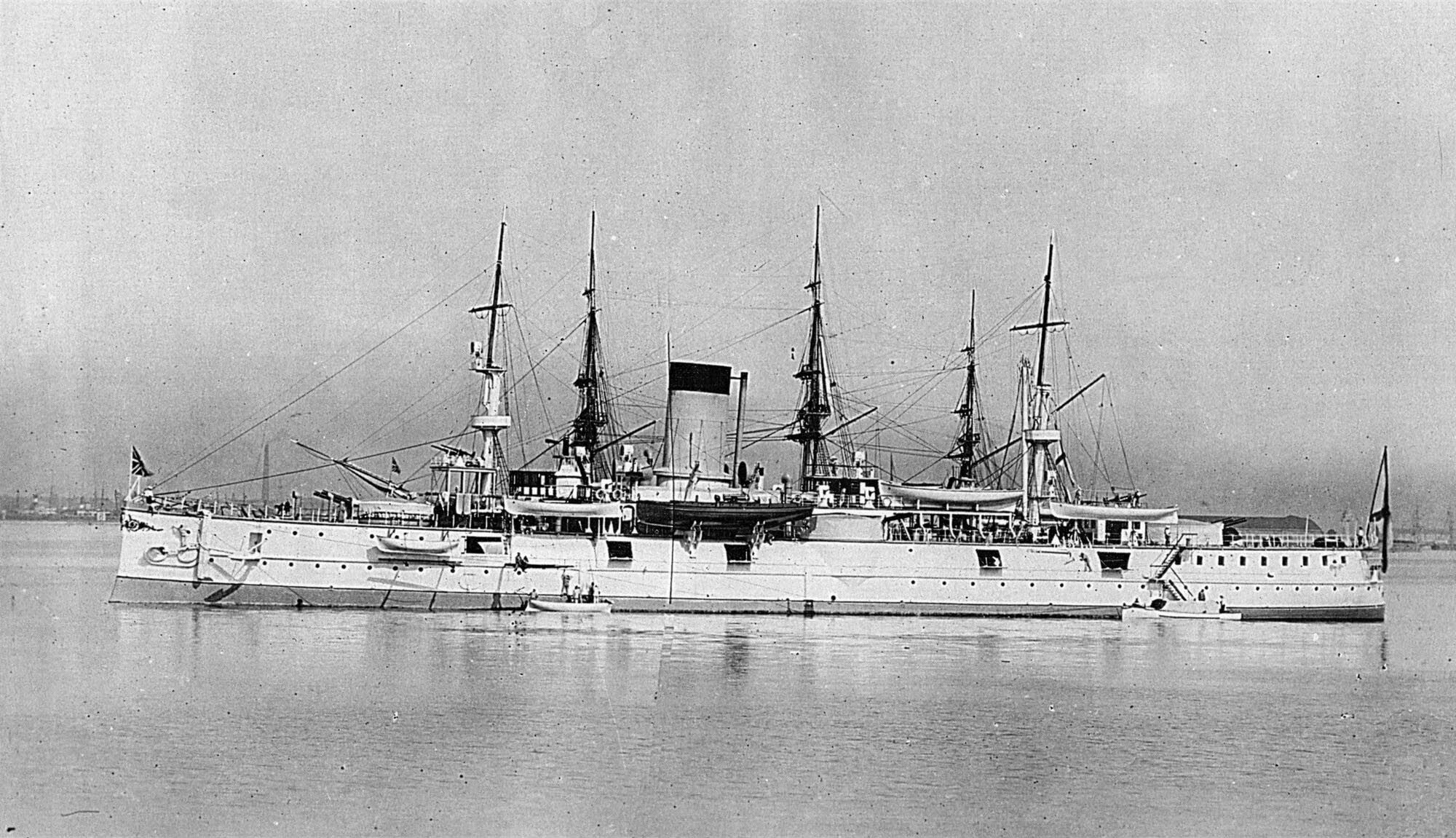
Die russische Admiral Nakhimov im Jahr 1903

### Der klassische Panzerkreuzer
Im Jahr 1887 führt die französische Marine Versuche mit der Hulk der Belliqueuse durch, um die Unterschiede in der Wirkung herkömmlicher Granaten mit Schwarzpulver-Füllung und der damals neuartigen hochexplosiven Granaten mit einer auf Pikrinsäure basierenden Füllung zu beurteilen. Die durch die hochexplosiven Geschosse verursachte Schäden brachte die französische Marine zu dem Schluss, dass zukünftig eine ausgedehnte Seitenpanzerung für Kreuzer notwendig sei. Das Ergebnis war die Dupuy-de-Lôme (1888), die als der erste moderne Panzerkreuzer gilt. Ihre Seitenpanzerung aus Nickelstahl erstreckte sich über die ganze Schiffslänge und bis zum Oberdeck. Mit ihrer Panzerung, ihrer für die Zeit hohen geplanten Geschwindigkeit von 20 Knoten und der in Geschütztürmen hoch im Schiff aufgestellten Bewaffnung verursachte sie eine Sensation. Man hielt sie für gleichermaßen geeignet als Aufklärer für die Schlachtflotte, als Handelsstörkreuzer, für den Überseedienst und hielt sie sogar für in der Lage, gegenüber Schlachtschiffen zu bestehen. Tatsächlich war das Schiff jedoch ein Misserfolg, mit unzuverlässiger Antriebsanlage, die nicht die geplante Geschwindigkeit erbrachte, und mit strukturellen Schwächen.
Nach fünf ähnlichen Schiffen (Admiral Charner-Klasse, Pothuau), streckte die französische Marine 1896 den Kiel der von Louis-Émile Bertin konstruierte Jeanne d’Arc, die in Hinblick auf Rumpfform, Antrieb, Konstruktion der Geschütztürme und Panzerungssystem den Prototyp für die weiteren Panzerkreuzer Frankreichs darstellte. Der übertriebene Rammbug der Vorgängerklassen wurde fallengelassen. Sie erhielt Schmalrohrwasserkessel von Guyot-Temple-Typ, die vor und hinter dem Maschinenraum angeordnet waren; dies war charakteristisch für Bertins Entwürfe und fand auch bei seinen Schlachtschiffen Anwendung. Allerdings war der Kesseltyp noch nicht ausgereift. Die Seitenpanzerung wurde von einem oberen und unteren Panzerdeck, letzteres mit seitlichen Böschungen, eingeschlossen. Der Raum dazwischen war in kleine Räume unterteilt mit Kohlenbunkern an den Schiffseiten, die den Schutz verstärkten („entrepont cellulaire“, ungefähr „unterteiltes Zwischendeck“). Die Aufgabe des Schiffs war jedoch unklar, sie wurde zu ihrer Zeit sowohl als Schiff für den Handelskrieg als auch als Schiff für den Dienst mit der Schlachtflotte beschrieben, was die Streitigkeiten innerhalb der französischen Marine zur Seekriegsstrategie widerspiegelt. Abgesehen von der Kléber-Klasse (1898–1899), die spezifisch als Stationsschiffe für Übersee bestimmt waren, wurden alle weiteren französischen Panzerkreuzer für ein breites Aufgabenspektrum gebaut. Sie sollten in Zusammenarbeit mit Torpedobooten feindliche Flotteneinheiten angreifen, als Aufklärer dienen sowie als Handelsstörer eingesetzt oder in Übersee eingesetzt werden.
In den neunziger Jahren des 19. Jahrhunderts fand der Typ des Panzerkreuzers weitere Verbreitung bei den kleineren Seestreitkräften (d. h. außerhalb des Vereinigten Königreichs, Frankreichs und Russlands). Für Länder, die sich keine oder nur wenige Schlachtschiffe leisten konnten, stellten sie eine günstigere Alternative schwer bewaffneter und gut geschützter Schiffe dar. Dies betraf Argentinien, Chile, Italien, Österreich-Ungarn und Spanien, aber auch die aufstrebenden Seemächte des Deutschen Reichs, Japans und der Vereinigten Staaten. Hierbei bildete sich ein Standard heraus, der für die meisten Panzerkreuzer bis zum Verschwinden dieses Schiffstyps gelten sollte:
- eine Wasserverdrängung von 9.000 bis 15.000 Tonnen (teilweise auch kleiner);
- seitliche Panzergürtel mit einem oder zwei Panzerdecks dahinter; das untere mit seitlichen Böschungen, die an die Unterkante des Panzergürtels stieß;
- eine Hauptbewaffnung von 2 bis 4 Geschützen in Geschütztürmen auf der Mittschiffslinie vorn und hinten aufgestellt, mit einem Kaliber von typischerweise zwischen 19,4 cm und 25,4 cm;
- eine an den Schiffsseiten in gepanzerten Kasematten, Batterien oder teilweise Türmen aufgestellte Mittelartillerie mit einem Kaliber um 15 cm;
- eine etwas höhere Geschwindigkeit als zeitgenössische Schlachtschiffe, meist höher als 20 Knoten.

Damit entwickelte sich der Panzerkreuzer aus technischer Hinsicht zu einer schnelleren, aber schwächer bewaffneten und gepanzerten Version des sich herausbildenden Einheitslinienschiff.
Von den Schiffen der kleineren Marinen ist die Giuseppe-Garibaldi-Klasse besonders erwähnenswert. Sie sollten auch den Mangel Italiens an modernen Schlachtschiffen ausgleichen. Von diesem ca. 7.000 Tonnen großen Typ wurden zwischen 1893 und 1902 nicht weniger als zehn Schiffe auf Stapel gelegt. Eines wurde an Spanien verkauft, vier an Argentinien, zwei weitere sollten an Argentinien gehen, wurden aber von Japan gekauft, nur drei verblieben in Italien.
Die britische Marine, die große Kreuzer hauptsächlich zum Schutz der Handelsrouten bauten, blieb in der Zeit von 1888 bis 1898 bei der Bauform des geschützten Kreuzers, dessen Schutzeinrichtungen sie für effektiver hielt. Sie folgte damit den Überlegungen ihrer Chefkonstrukteure Nathaniel Barnaby und William Henry White. Eine Seitenpanzerung musste bei den damaligen Materialien (Compound-Panzerung oder homogene Stahlpanzerung) sehr dick sein, um Granaten zuverlässig zu stoppen, und konnte daher aus Gewichtsgründen nur in einen schmalen Panzergürtel verbaut werden, der die darüber liegenden Seiten ungeschützt ließ. Dehnte man die Seitenpanzerung über größere Flächen aus, war sie zu dünn und leicht zu durchschlagen. In beiden Fällen blieb zu wenig Gewicht für ein Panzerdeck, das ausreichend dick war, die tief im Schiff liegende Antriebsanlage und Munitionskammern vor Sprengstücken von hoch im Schiff explodierenden Granaten zu schützen. Das britische Panzerdecksystem verließ sich daher auf die Kohlenbunker an den Bordwänden, um die Explosionswirkung von Granaten zu begrenzen, und den Auftrieb und die Stabilität des Schiffes bei Wassereinbrüchen zu gewährleisten. Ansonsten war man der Ansicht, dass die Explosionswirkung auf die Außenhaut durch ein robustes Spantenwerk begrenzt würde. Die seitlich aufgestellten Geschütze wurden durch schwer gepanzerte Kasematten geschützt, ansonsten wurde das Panzergewicht in das Deck investiert.
Mit der Entwicklung des gehärteten Krupp-Panzers 1893–1895 änderten sich diese Überlegungen. Ein ca. 15 cm dicke Krupp-Panzerung war ähnlich effektiv wie eine doppelt so dicke Stahl- oder Compoundpanzerung und konnte panzerbrechende 15-cm-Granaten und die meisten hochexplosiven Granaten auf die erwarteten Gefechtsentfernungen von wenigen Kilometern stoppen.
Auf Grund dieser technischen Weiterentwicklung, aber auch beeinflusst durch die Entwicklungen in Italien und Frankreich, nahm die britische Marine 1898 mit der Cressy-Klasse wieder den Bau von Panzerkreuzern auf. Mit einer Seitenpanzerung von 152 mm (6 Zoll) waren sie fast so gut geschützt wie die zeitgenössischen Schlachtschiffe der Canopus-Klasse (die Cressy-Klasse hatte ein etwas dünneres unteres Panzerdeck). Die britische Marine sah daher die Möglichkeit, die Schiffe als schnellen Flügel der Schlachtflotte im Zusammenspiel mit den eigenen Schlachtschiffen direkt gegen die feindliche Schlachtlinie einzusetzen. Dafür erhielten sie mit zwei 23,4-cm-Geschützen eine schwere Hauptbewaffnung, die effektiv gegen Schlachtschiffe sein sollte. Ein Einsatz zum Schutz der Seeverbindungen gegen die französischen Panzerkreuzer war als Zweitrolle vorgesehen.
Der Cressy-Klasse folgten bis zur Minotaur-Klasse von 1905 fünf weitere Klassen analog ausgelegter Schiffe. Außerdem wurden mit der Monmouth-Klasse (1899–1901) und der Devonshire-Klasse (1902) kleinere, schwächer bewaffnete und geschützte Schiffe gebaut. Diese waren spezifisch zum Schutz der Handelsrouten vorgesehen.
Die USA und Japan folgten ebenfalls dem Ansatz, Panzerkreuzer zur Verstärkung der Schlachtflotte zu bauen. Bei den USA waren dies die „Big Ten“ der Pennsylvania-Klasse (1901–1902) und der Tennessee-Klasse (1903–1905). Entsprechend ihres Einsatzzwecks wurden die Schlachtschiffe nach Bundesstaaten benannt statt nach Städten, wie dies für Kreuzer üblich war. Taktische Pläne sahen vor, dass die Schiffe in der Schlacht ihre höhere Geschwindigkeit nutzen sollten, die gegnerische Schlachtlinie zu überflügeln. Allerdings gab es Zweifel, ob ihre Geschützbewaffnung – vier 20,3-cm-Geschütze für die Pennsylvania-Klasse, vier 25,4-cm-Geschütze für die Tennessee-Klasse – dazu ausreichend war.
Japan begann im Nachgang zum Ersten Sino-Japanischen Krieg mit dem Aufbau einer modernen, ausgewogenen Flotte, deren Kern sechs Schlachtschiffe und sechs erstklassige Kreuzer bilden sollten. Ursprünglich waren geschützte Kreuzer vorgesehen. Aufgrund von Befürchtungen, dass sechs Schlachtschiffe vor dem Hintergrund des Ausbaus des russischen Pazifikgeschwaders nicht ausreichend wären, und da weitere Schlachtschiffe die finanziellen Mittel überstiegen hätten, wurden diese durch Panzerkreuzer ersetzt. Diese sollten die eigenen Schlachtschiffe gegen die feindliche Schlachtflotte unterstützen. Dabei spielten auch Überlegungen eine Rolle, dass die Schiffe einer aus Europa entsandte Expeditionsflotte in Größe und damit Kampfkraft durch den maximalen Tiefgang im Suezkanal beschränkt sein würden, sofern nicht der durch die Länge nachteilige Seeweg um das Kap der Guten Hoffnung eingeschlagen würde. Im Ergebnis gab Japan sechs Panzerkreuzer nach einheitlichen Spezifikationen in Europa im Auftrag. Vier davon, die Asama- und Izumo-Klasse (1896–1898), wurden in Großbritannien gebaut, die beiden übrigen (Yakumo und Azuma, 1898) in Deutschland bzw. Frankreich. In Vorbereitung des Russisch-Japanischen Kriegs kaufte Japan noch zwei Schiffe des italienischen Typs Garibaldi.

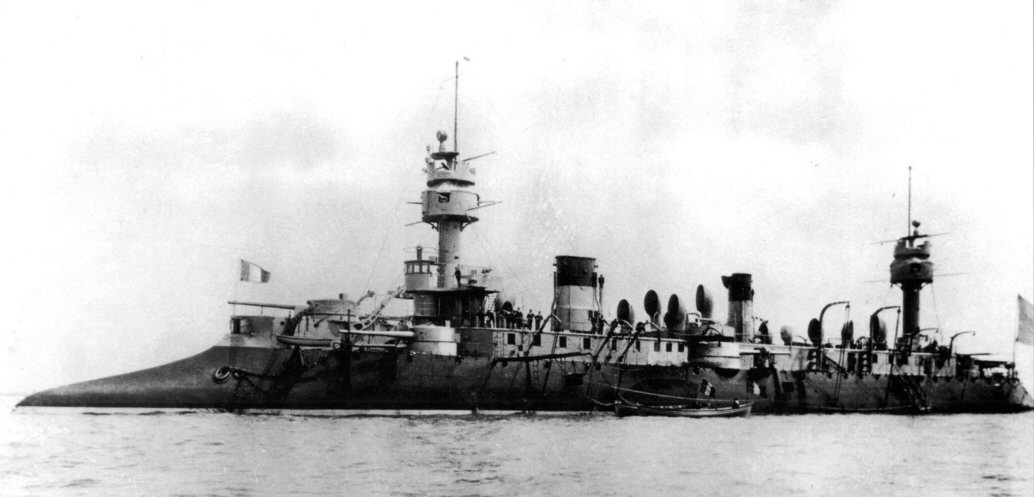
Die französische Dupuy-de-Lôme
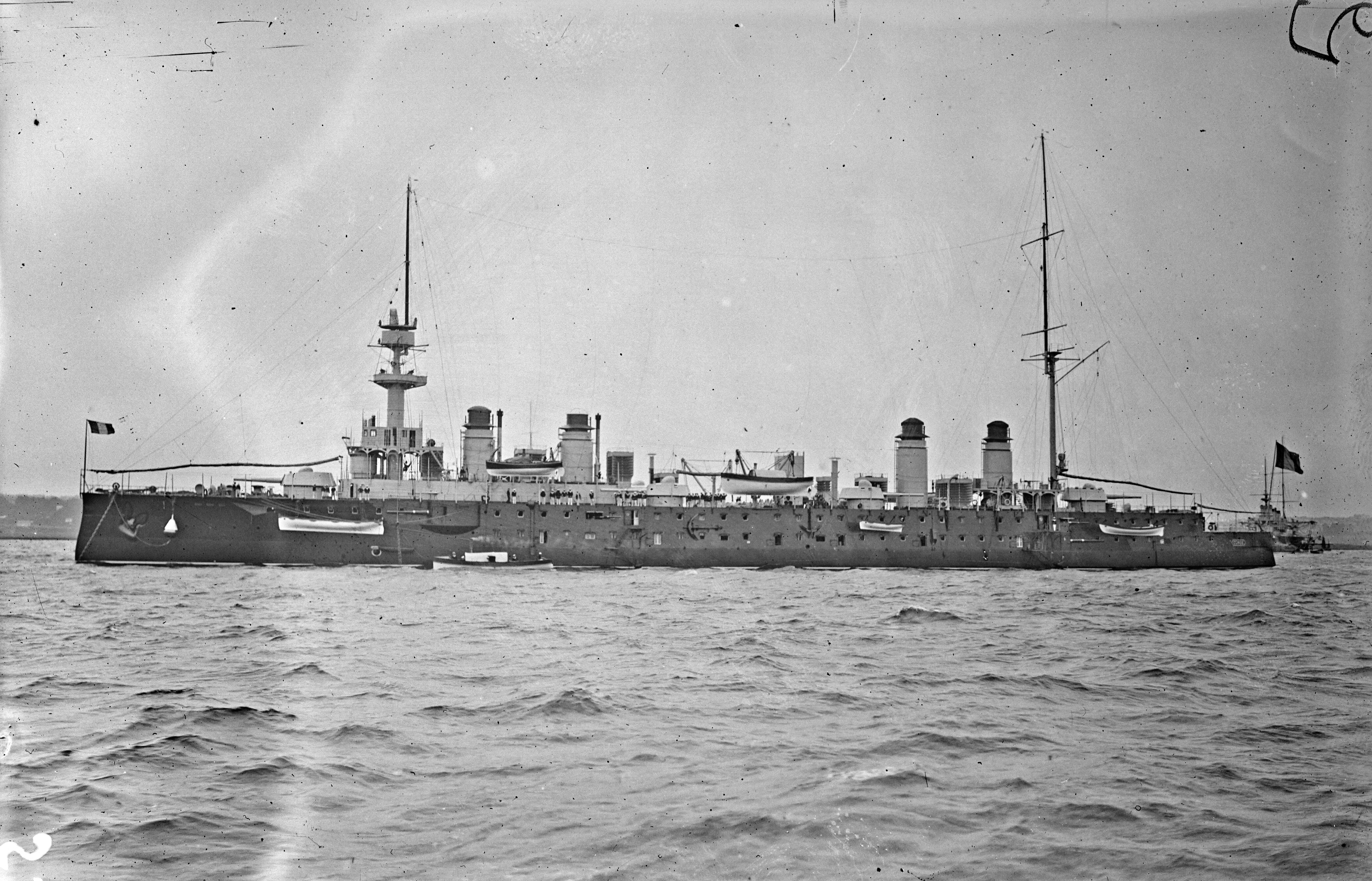
Die französische Jeanne d’Arc
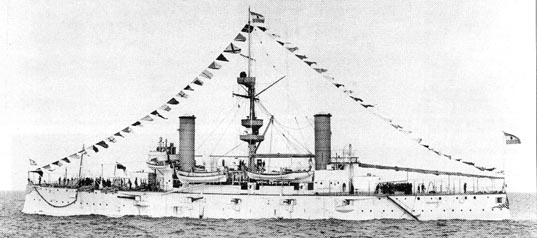
Die argentinische San Martin (italienische Garibaldi-Klasse)
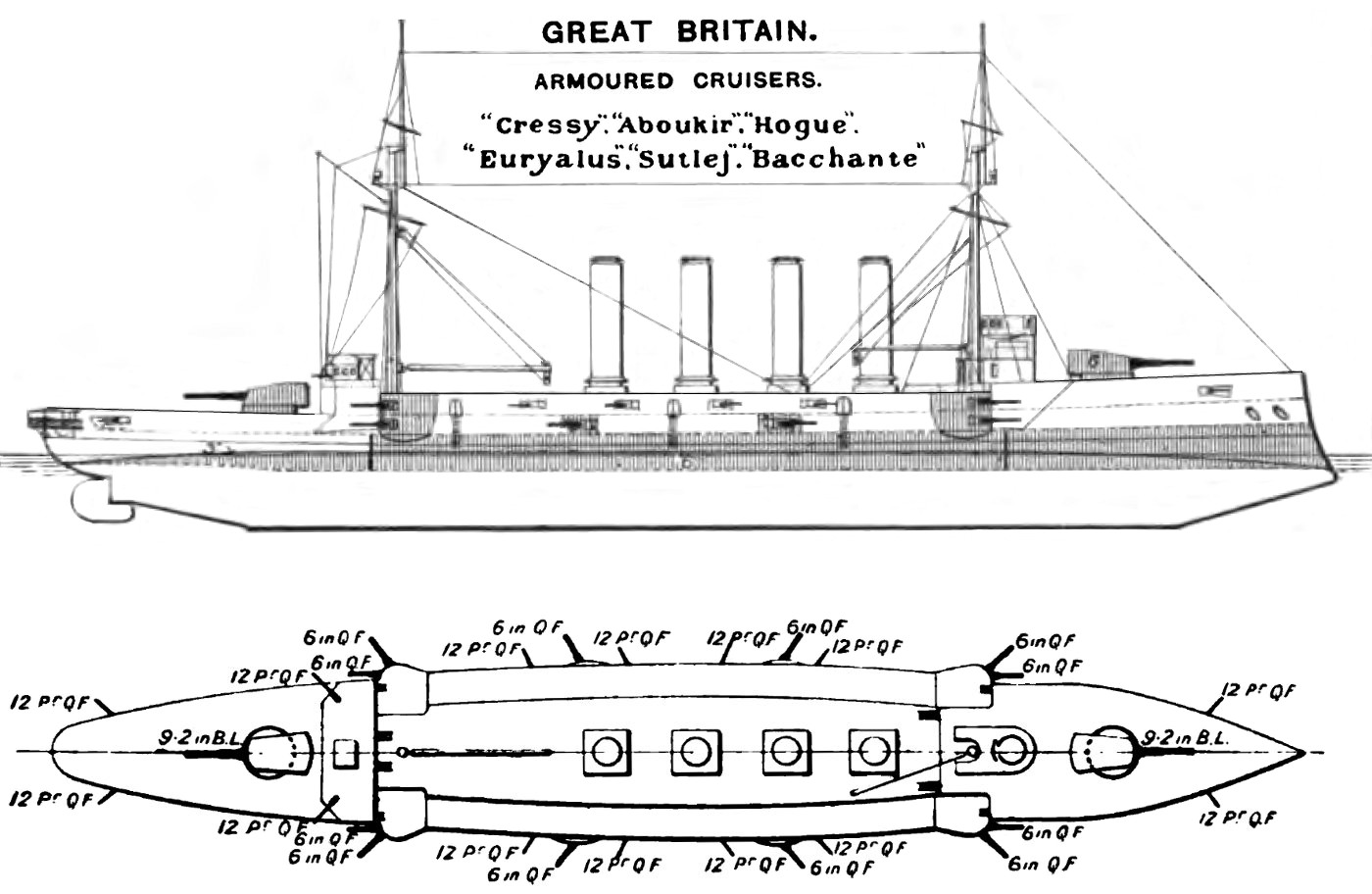
Schema der britischen Cressy-Klasse
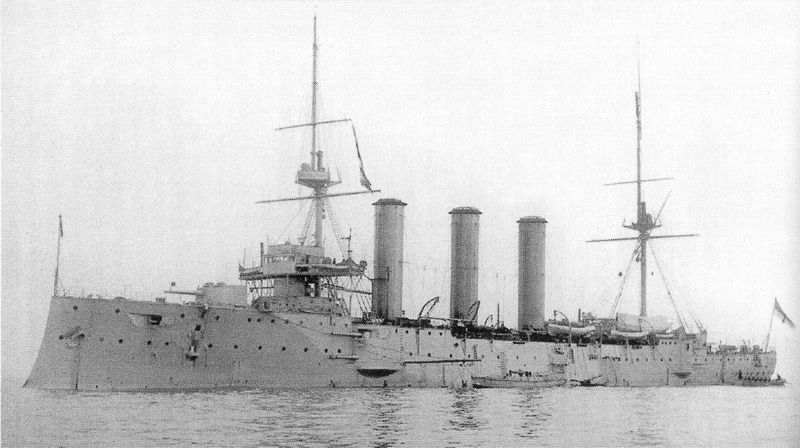
Die britische Monmouth
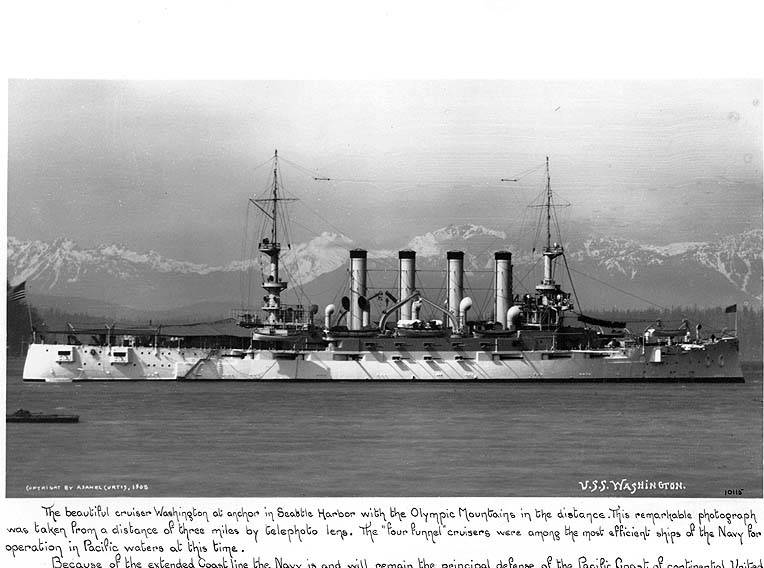
Die US-amerikanische Washington

### Der Übergang zum Schlachtkreuzer
Der Beginn des 20. Jahrhunderts sah einen Anstieg der erwarteten Gefechtsentfernungen. Tatsächlich wurde die Seeschlacht im Gelben Meer im Jahr 1904 größtenteils auf Entfernungen zwischen ca. 6 km und 9 km ausgetragen, teilweise sogar über mehr als 10 km. Auf solche Entfernung waren die Trefferwahrscheinlichkeit und Trefferwirkung der Mittelartillerie gering. Die Kriegsmarinen gingen daher im Schlachtschiffbau teilweise dazu über, ein schwereres Zwischenkaliber statt der oder zusätzlich zu der Mittelartillerie einzuführen (vgl. Semi-Dreadnought). Im Panzerkreuzerbau wurde diese Entwicklung teilweise nachvollzogen.
Italien führte bei der Pisa-Klasse (1905) und der San Giorgio-Klasse (1905–1907) ein Zwischenkaliber von 19 cm ein und erhöhte das Kaliber der Hauptbewaffnung gleichzeitig von 20,3 cm auf 25,4 cm. Ein drittes Schiff der Pisa-Klasse wurde als Georgis Averof (1907) für Griechenland fertiggestellt. Dies war der letzte jemals gebaute Panzerkreuzer.
Im Zuge des Wiederaufbaus seiner Flotte nach dem Russisch-Japanischen Kriegs gab Russland bei Vickers in Großbritannien eine zweite Rurik (1905) in Auftrag. Mit einer Wasserverdrängung von ca. 15.000 Tonnen erreichte sie die Größe eines Standardlinienschiffs, sie trug 4 25,4-cm-Geschütze und 8 20,3-cm-Geschütze.
Die japanische Marine ging einen Schritt weiter und führte bei der ähnlich großen Tsukuba-Klasse (1905) und Kuruma-Klasse (1905–1907) für die Hauptbewaffnung mit 30,5 cm ein vollwertiges Schlachtschiffkaliber ein. Die Kuruma-Klasse trug zusätzlich ein Zwischenkaliber von 20,3 cm. Die vier Schiffe wurden während des Russisch-Japanischen Kriegs als Verstärkung der Schlachtflotte in Auftrag gegeben. Die Ibuki der Kuruma-Klasse war das erste große japanische Kriegsschiff mit Turbinenantrieb.
Frankreich beschränkte sich darauf, bei seiner letzten Klasse Panzerkreuzer, der Edgar-Quinet-Klasse (1904–1905) ein einheitliches Geschützkaliber von 19,3 cm statt des vorher verwendeten Mixes von 19,3-cm- und 16,5-cm-Geschützen zu verwenden und von einer Mittelartillerie abzusehen. Die kaiserliche Marine entschied sich bei der Blücher (1907) für eine gegenüber der Scharnhorst-Klasse (1904–1905) mit 12 21-cm-Geschützen in Doppeltürmen für eine erhebliche Verstärkung der Hauptbewaffnung. Sie hatten damit die gleiche Geschützanordnung wie die im gleichen Jahr begonnenen Großlinienschiffe der Nassau-Klasse.
Die Royal Navy führte bei der Warrior-Klasse (1903–1905) und der vorgenannten Minotaur-Klasse das Kaliber 19 cm in Geschütztürmen für die Mittelartillerie ein. Die nächste als Panzerkreuzer gebaute Schiffsklasse war die Invincible-Klasse (1906). Mit einer Wasserverdrängung von über 17.000 Tonnen, Turbinenantrieb und 8 30,5-cm-Geschützen war sie das Panzerkreuzer-Äquivalent der Dreadnought. Dieser bald als Schlachtkreuzer bezeichnete Schiffstyp machte alle zuvor gebauten Panzerkreuzer obsolet. Allerdings bauten diesen neuen Typ neben dem Vereinigten Königreich nur das Deutsche Reich, Japan und die Vereinigten Staaten, wobei letztere nie einen ihrer Schlachtkreuzer fertigstellten. Der Bau von Panzerkreuzern wurde allgemein aufgegeben.
Allerdings gab es in der britischen Marine zwischen 1907 und 1913 nochmals Überlegungen, kleinere, mit 23,4-cm-Geschützen bewaffnete Schlacht- oder Panzerkreuzer zu bauen. Diese gipfelten 1913 in zwei Designstudien (E2 und E3) mit einer Verdrängung von ca. 16.000 bzw. 18.000 Tonnen, acht 23,4-cm-Geschützen in Doppeltürmen, 152 mm Seitenpanzerung und einer Geschwindigkeit von 28 Knoten. Die geschätzten Kosten lagen bei 75 % bis 85 % der Kosten der Invincible. Der Entwurf wurde im Vergleich als zu wenig kampfkräftig bewertet, und es wurde nicht erwartet, dass die Kosteneinsparung zu einer signifikant höheren Anzahl von Schiffen führen würde; der Entwurf wurde nicht weiterverfolgt.

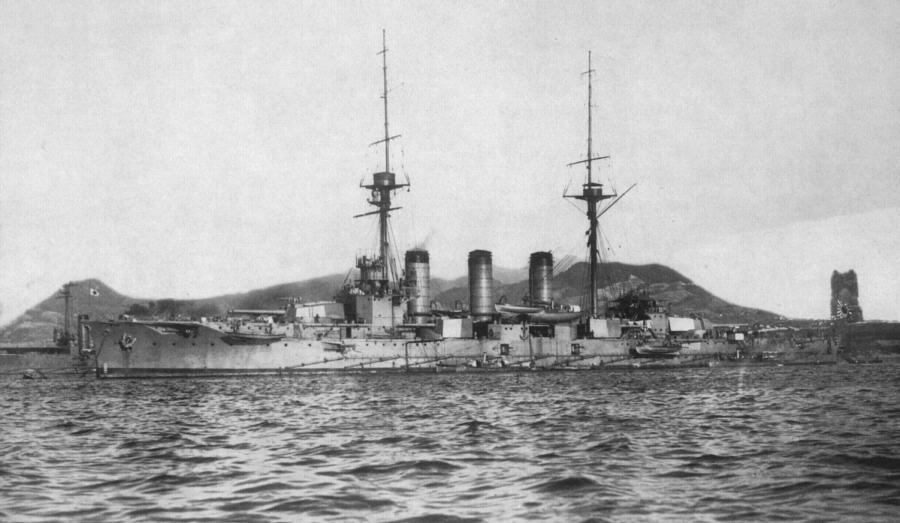
Die japanische Ibuki
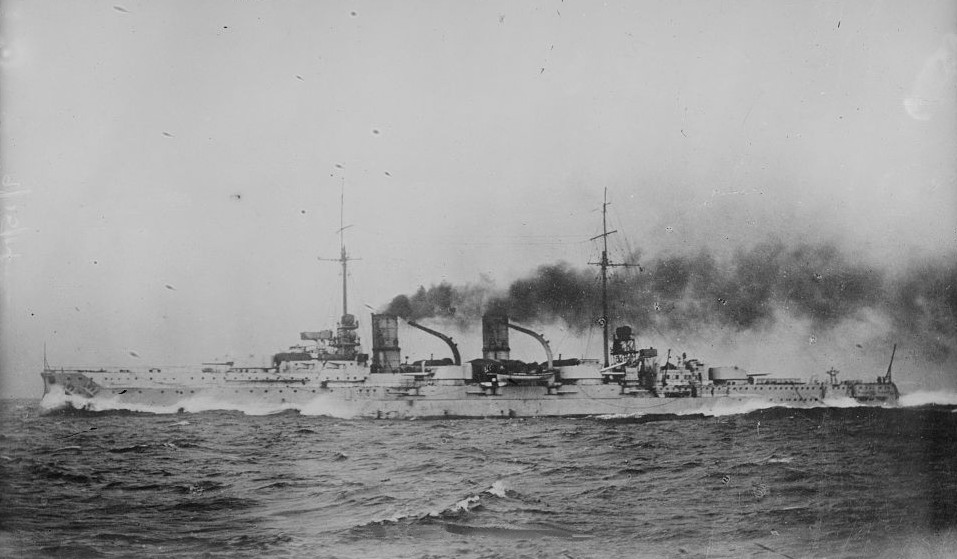
Die deutsche Blücher

## Einsatzgeschichte

### Der Spanisch-Amerikanische Krieg
Im Zuge des Spanisch-Amerikanischen Kriegs schickte Spanien ein Geschwader von vier Panzerkreuzern (von denen einer seine Hauptbewaffnung noch nicht erhalten hatte), nach Santiago de Cuba. Dort wurde es von einem Geschwader der US-Flotte blockiert. Am 3. Juli 1898 unternahm das spanische Geschwader einen Ausbruchsversuch. In der resultierenden Seeschlacht vor Santiago de Cuba wurde es von vier Schlachtschiffen und zwei Panzerkreuzern der USA vernichtet. Die spanischen Schiffe wurden hauptsächlich durch Feuer vernichtet, begünstigt durch die Holzdecks bei den drei Schiffen der Infanta María Teresa-Klasse. Zwei spanische Schiffe erlitten Explosionsschäden durch die eigenen Torpedos, was die Gefahr von Überwassertorpedorohren deutlich machte. Außerdem erwiesen sich die leichten Schilde der Mittelartillerie als unzureichend.

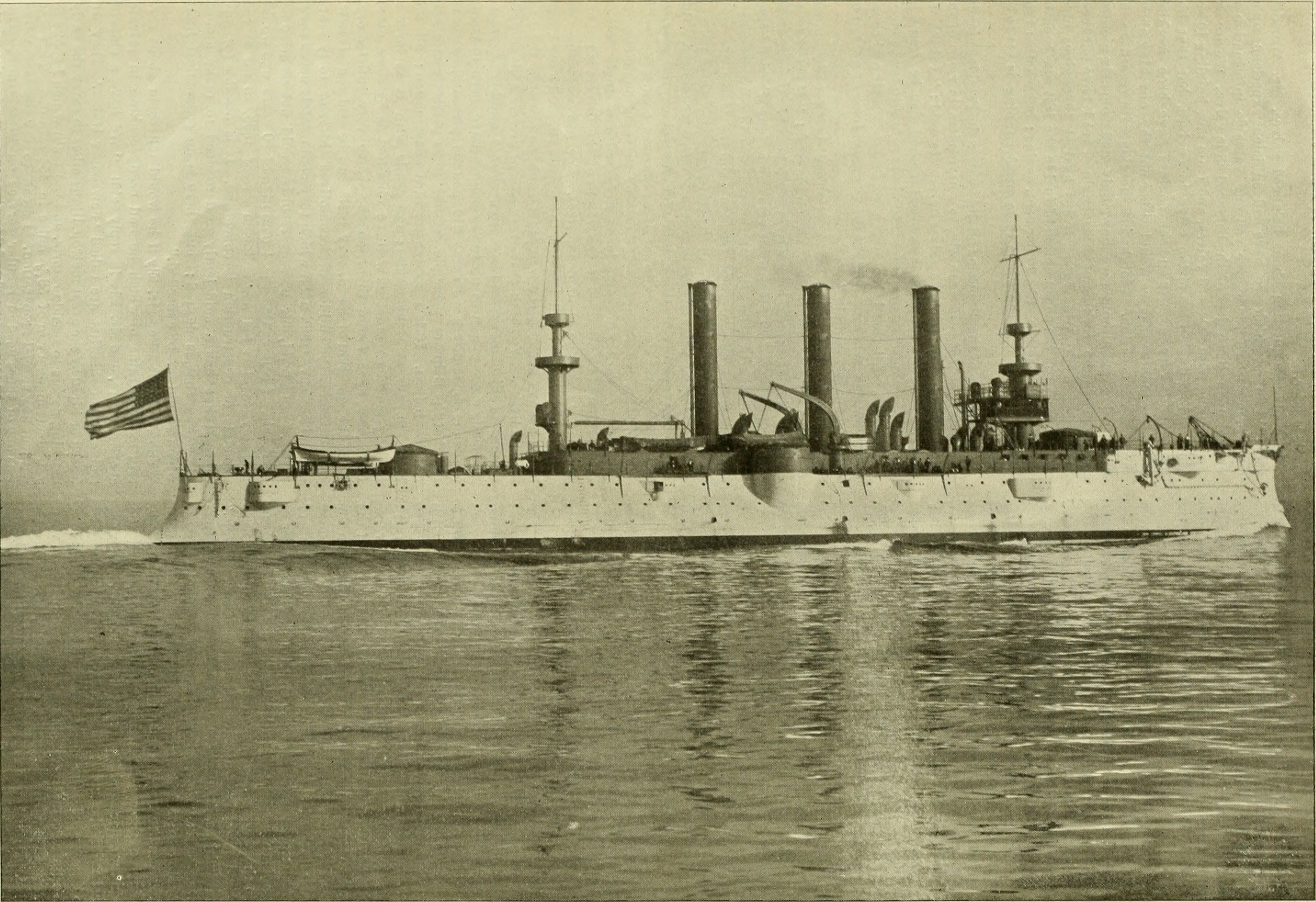
Die Brooklyn, Flaggschiff von Kommodore Schley vor Santiago de Cuba
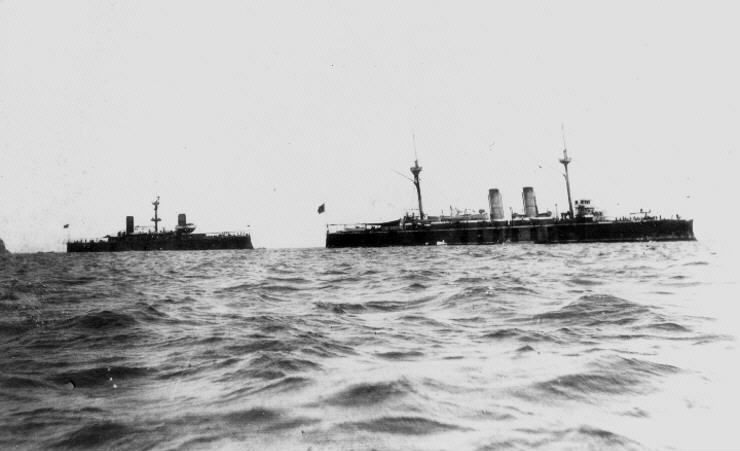
Die spanischen Panzerkreuzer Cristóbal Colón (links) und Vizcaya (rechts) wurden vor Santiago de Cuba zerstört. Auf der Cristóbal Colón ist das Fehlen der Hauptbewaffnung zu erkennen.

### Der Russisch-Japanische Krieg
Im Russisch-Japanischen Krieg wurden Panzerkreuzer von beiden Seiten intensiv eingesetzt, sowohl als Teil der Schlachtflotte als auch im Kampf um die japanischen Seeverbindungen.
Bei Kriegsausbruch waren beim russischen Pazifikgeschwader vier Panzerkreuzer stationiert. Die Bayan befand sich bei der Schlachtflotte in Port Arthur (heute der Bezirk Lüshunkou der chinesischen Hafenstadt Dalian). Die Gromoboi, Rossija und Rurik befanden sich mit einem geschützten Kreuzer und kleineren Schiffen in Wladiwostok.
Die japanische Flotte verfügte über acht Panzerkreuzer, die die zweite Division der Kombinierten Flotte bildete. Zusammen mit den sechs Schlachtschiffen der 1. Division sollten sie gegen die russische Schlachtflotte eingesetzt werden. Die beiden neuesten Schiffe, die Kasuga und die Nisshin, befanden sich bei Kriegsausbruch noch auf dem Weg nach Japan. Die japanische Führung maß ihnen genügend Bedeutung bei, den Ausbruch der Feindseligkeiten so lange zu verzögern, bis die Schiffe sich sicher auf dem letzten Abschnitt ihrer Reise befanden.
Nach Kriegsbeginn operierte die 2. Division meist mit der 1. Division bei der Blockade von Port Arthur, soweit nicht Schiffe für andere Aufgaben detachiert wurden. Nach dem Verlust der Schlachtschiffe Yashima und Hatsuse am 3. Mai 1904 wurden diese durch die Kasuga und Nisshin ersetzt.
Die russische Seite setzte ihr Kreuzergeschwader in Wladiwostok zwischen Februar und August gegen die japanischen Nachschublinien auf See ein und versenkten bei sechs Vorstößen 15 Schiffe, darunter eines mit zwölf 28-cm-Haubitzen, die als Belagerungsartillerie gegen Port Arthur vorgesehen waren. Einer der Vorstöße richtete sich sogar gegen die Pazifikküste von Honshū. Die japanische Flotte sah sich daher gezwungen, fünf ihrer Panzerkreuzer (Izumo, Iwate, Azuma, Asama, Yakumo) gegen die Angriffe zu entsenden. Die Schwierigkeiten, die russischen Schiffe zu stellen, führten in Japan zu einem Aufruhr der öffentlichen Meinung.
Ein erfolgloser Ausbruchsversuch der russischen Flotte führte am 10. August 1904 zur Seeschlacht im Gelben Meer, bei der die japanische Flotte die Panzerkreuzer Kasuga und Nisshin als Teil der Schlachtflotte einsetzte, während die Yakumo die geschützten Kreuzer der 3. Division anführte. Die russische Bayan hatte am 27. Juli 1904 einen Minentreffer erhalten und nahm nicht an der Schlacht teil.
Die drei Panzerkreuzer des Wladiwostokgeschwaders liefen zur Unterstützung des Ausbruchsversuchs aus und trafen im Seegefecht bei Ulsan auf die Izumo, Tokiwa, Iwate, Azuma und 2 geschützte japanische Kreuzer. Im Laufe des Gefechts wurde die Rurik versenkt, die Gromoboi und die Rossija wurden erheblich beschädigt und erlitten hohe Personalverluste. Die japanischen Schiffe erlitten insgesamt geringere Schäden und Verluste. Die Iwate erhielt jedoch einen 20,3-cm-Granattreffer auf eine der vorderen oberen Kasematten der Mittelartillerie, die die Bereitschaftsmunition zur Explosion brachte. Die Explosion breitete sich auf die darunterliegende und die benachbarte Kasematte aus, verursachte schwere Verluste und brachte das Schiff in Gefahr, verloren zu gehen. Der Vorfall zeigte die Grenzen des Schutzes durch Kasematten auf.
Zur Verstärkung seiner Flotte in Ostasien entsandte Russland das Zweite und Dritte Pazifik-Geschwader aus der Ostsee. Neben 5 modernen Schlachtschiffen umfasste es auch zahlreiche stark veraltete Schiffe, darunter die alten Panzerkreuzer Admiral Nachimow, Dmitri Donskoi und Wladimir Monomach. Dieses traf am 27. Mai 1905 in der Seeschlacht bei Tsushima auf die japanische Flotte, wo es fast vollständig verloren ging.
In der Schlacht befand sich die Admiral Nachimow mit einem modernen und zwei veralteten Schlachtschiffen in der zweiten russischen Division, während die Dmitri Donskoi und die Wladimir Monomach zum Schutz des Tross abgestellt waren. In der japanischen Flotte operierten die Kasuga und Nisshin mit den vier japanischen Schlachtschiffen gegen die Schlachtschiffe der 1. Russischen Division, während die übrigen 6 Panzerkreuzer gegen die 2. Division eingesetzt wurden.
Die Admiral Nachimow und die Wladimir Monomach wurden in der Schlacht durch Artillerietreffer beschädigt, erhielten beide in der darauffolgenden Nacht einen Torpedotreffer und wurden am folgenden Morgen aufgegeben. Die Dmitri Donskoi entkam während der Schlacht und der darauffolgenden Nacht Beschädigungen, wurde aber folgenden Tag von japanischen Kräften beschädigt und am 29. Mai 1905 von der Besatzung versenkt.
Auf japanischer Seite erlitten alle Panzerkreuzer Schäden, jedoch musste nur die Asama unmittelbar nach der Schlacht für Reparaturen nach Japan zurückkehren.

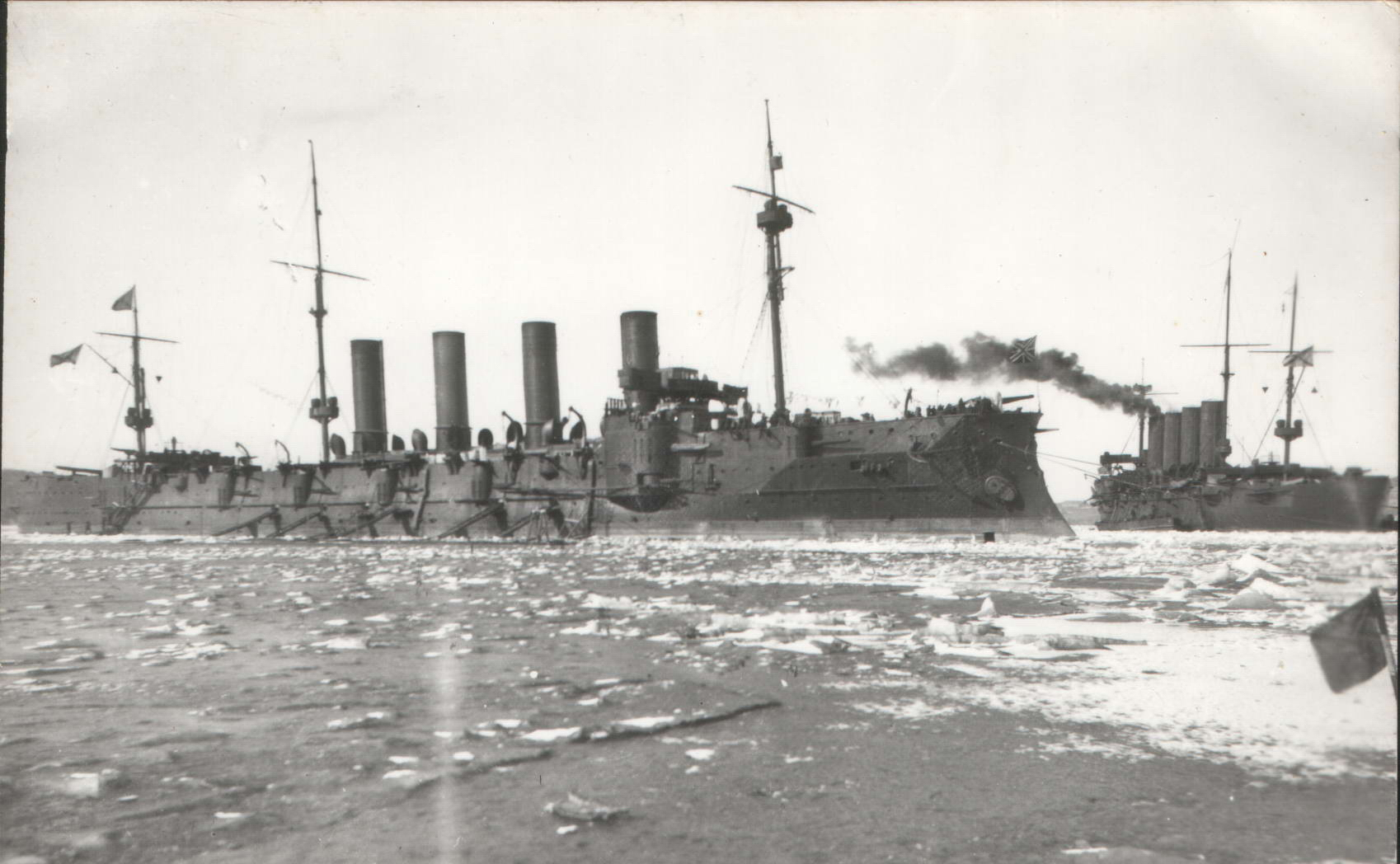
Die russischen Gromoboi und Rossija (rechts im Hintergrund) im Jahr 1904
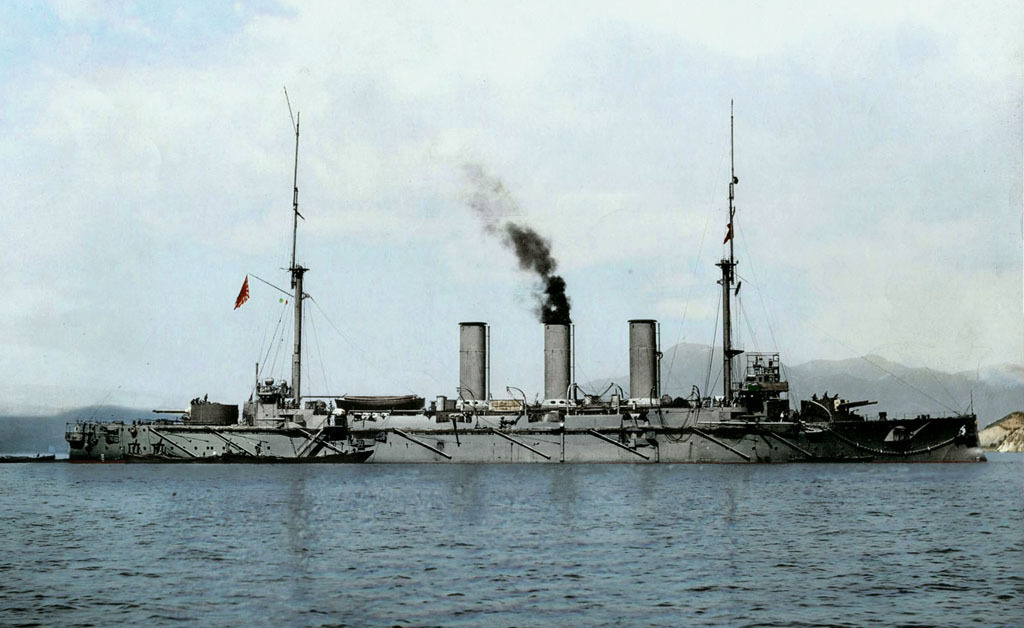
Die japanische Yakumo im Jahr 1905
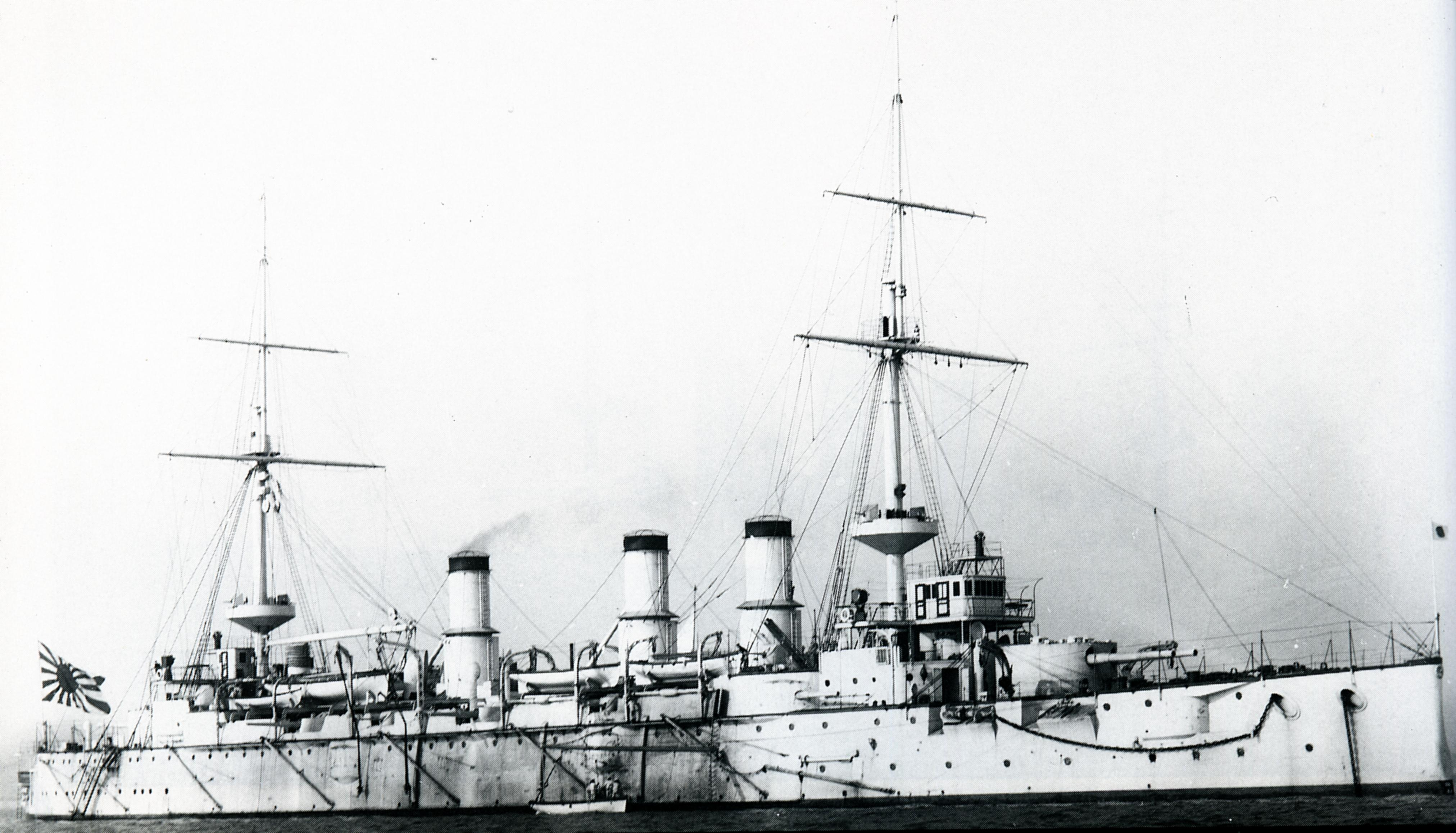
Die japanische Azuma im Jahr 1900
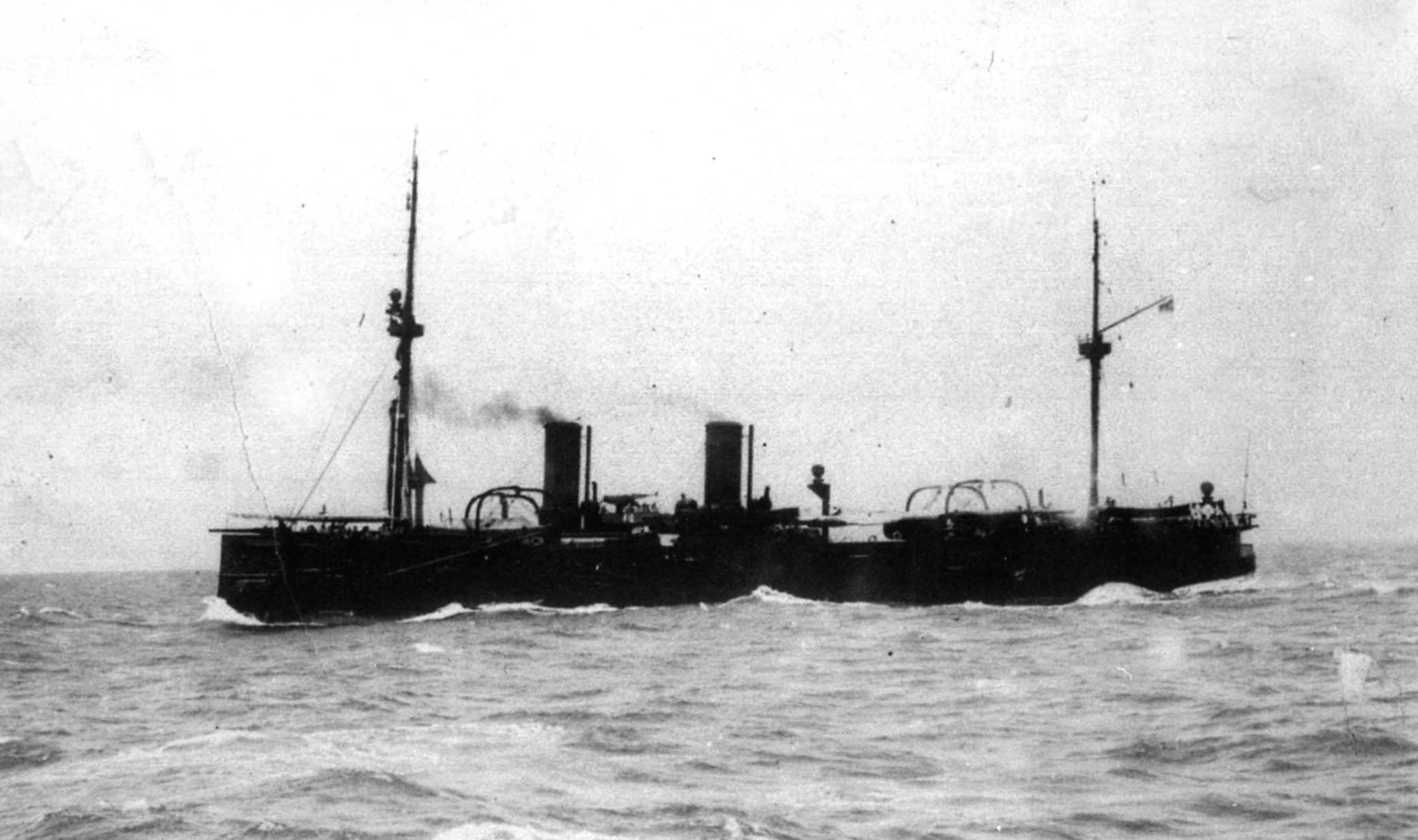
Die russische Wladimir Monomach. Laut Aidan Dodson zeigt das Bild das Schiff auf dem Marsch nach Fernost.
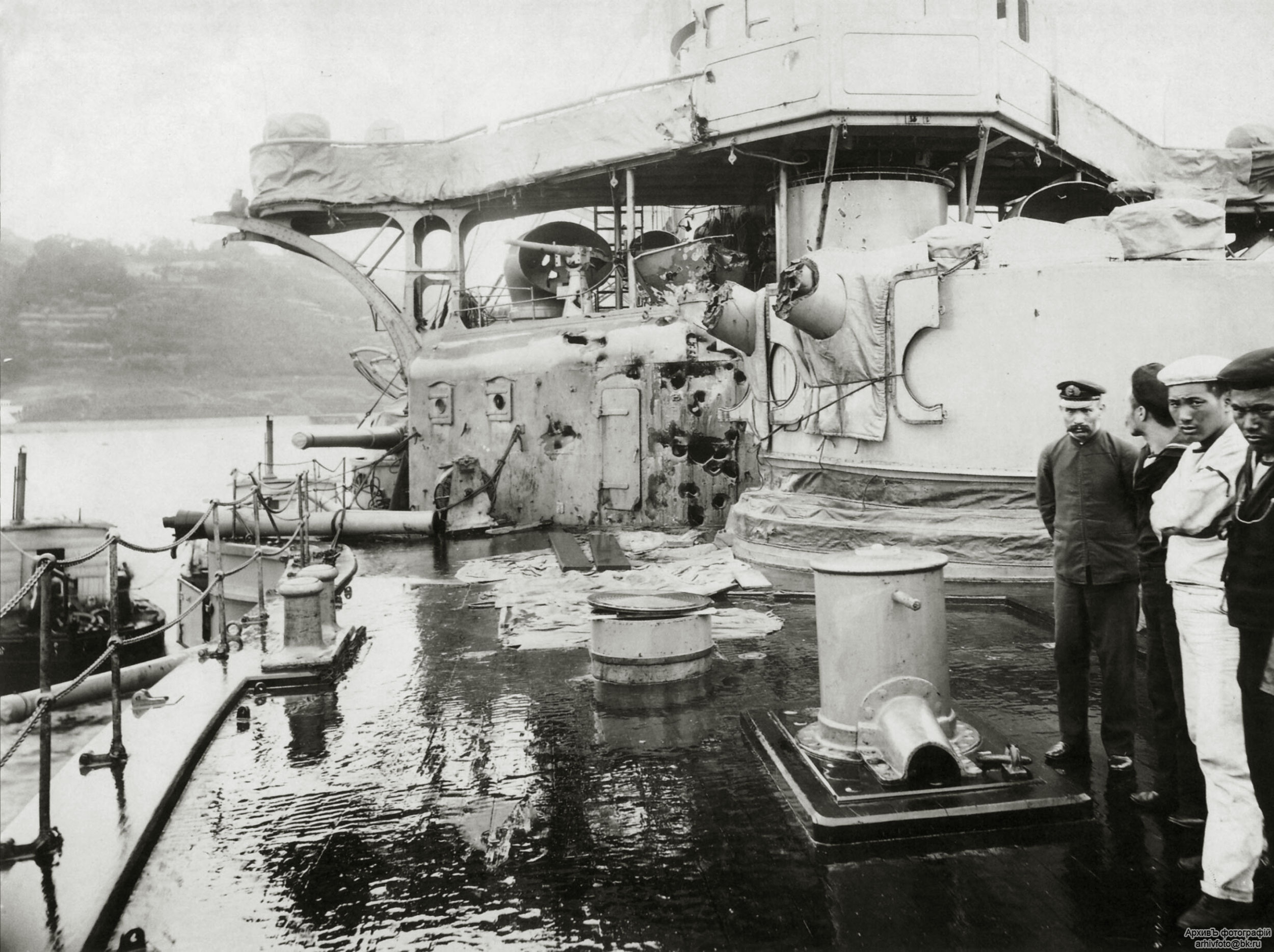
Der vordere Turm und die Brücke der Nisshin nach der Schlacht. Von den 13 Treffern, die das Schiff erhielt, zerstören 3 separate Treffer die beiden Geschützrohre des vorderen und eines des hinteren Geschützturms.

### Der Erste Weltkrieg und seine Nebenkriege
Im Italienisch-Türkischen Krieg hatte die italienische Marine praktisch keinen Gegner zur See. Die Panzerkreuzer wurden zusammen mit einigen Schlachtschiffen zur Unterstützung von Landungen und zur Küstenbeschießung eingesetzt. Am 24. Februar 1912 versenkten die Giuseppe Garibaldi und die Francesco Ferruccio in der Seeschlacht von Beirut die alte türkische Panzerkorvette Avnillah und ein Torpedoboot.
Im Ersten Balkankrieg war die Georgios Averoff das Flaggschiff der griechischen Flotte. Diese traf vor den Dardanellen zweimal auf die türkische Flotte (Seeschlacht von Elli am 16. Dezember 1912 und Seeschlacht von Limnos am 18. Januar 1913). Die übrigen schweren Schiffe auf beiden Seiten waren stark veraltet: Drei Panzerschiffe der Hydra-Klasse (1887) auf der griechischen Seite gegenüber zwei alten, ehemals deutschen Linienschiffen der Brandenburg-Klasse (1890) und zwei überalterten Panzerschiffen. Bei beiden Gefechten erzielte die Georgios Averoff Treffer auf den türkischen Linienschiffen und beschädigte dabei die Barbaros Hayreddin und Torgud Reis am 18. Januar 1913 erheblich.
Die bei den großen Flotten noch zahlreich vorhandenen Panzerkreuzer waren im Ersten Weltkrieg technisch und taktisch überholt. Allerdings verfügten Frankreich, Russland, Italien und Österreich-Ungarn über keine Schlachtkreuzer und über keine oder nur wenige moderne, turbinengetriebene Kreuzer, so dass deren Flotten auf die veralteten Schiffe angewiesen waren. Aber auch das Vereinigte Königreich und das Deutsche Reich setzten ihre Panzerkreuzer noch teilweise bei der Schlachtflotte ein; Deutschland gruppierte die Blücher mit den Schlachtkreuzern in der I. Aufklärungsgruppe. Außerdem nutzen Frankreich und Großbritannien ihre Schiffe in Übersee und zur Sicherung ihrer Seeverbindungen.
Beim deutschen Ostasiengeschwader waren die (nach der Blücher) kampfkräftigsten deutschen Panzerkreuzer Scharnhorst und Gneisenau. Diese machten sich bei Ausbruch des Krieges mit einigen kleinen Kreuzer ostwärts auf den Heimmarsch. Die japanischen und britischen Flotten entsandten zahlreiche Linienschiffe und Panzerkreuzer, um das Geschwader aufzuspüren und zu zerstören.
Am 1. November 1914 traf das Ostasiengeschwader im Seegefecht bei Coronel vor der chilenischen Küste auf ein unterlegenes britisches Geschwader mit den Panzerkreuzern Good Hope, Monmouth, einem leichten Kreuzer und einem Hilfskreuzer. Die deutschen Schiffe waren insgesamt moderner und hatten erfahrenere Besatzungen. In dem Gefecht wurden beide britischen Panzerkreuzer unter Verlust der gesamten Besatzung versenkt, die deutschen Schiffe erlitten nur unwesentliche Schäden, verbrauchten aber fast die Hälfte ihrer Munition. Beide britischen Panzerkreuzer brannten vor dem Sinken stark, möglicherweise brannten Kordit-Treibladungen.
Auf dem weiteren Rückmarsch plante der Geschwaderführer Graf Spee einen Angriff auf den britischen Stützpunkt auf den Falklandinseln. Die britische Flotte hatte dort starke Kräfte zusammengezogen, darunter die Schlachtkreuzer Invincible und Inflexible und drei Panzerkreuzer. Das Eintreffen des Ostasiengeschwaders am 8. Dezember 1918 führte zum Seegefecht bei den Falklandinseln. Die Schlachtkreuzer, unterstützt von der Carnavon, versenkten die deutschen Panzerkreuzer. ohne selbst nennenswerte Schäden zu erleiden. Die Kent erhielt bei der Verfolgung der Nürnberg zahlreiche 10,5-cm-Treffer, von der einer die Öffnung einer Kasematte traf und Treibladungen entflammte. Die resultierende Stichflamme brachte fast das Schiff zur Explosion. Die Gefahr, die von den britischen Korditladungen ausging, wurde aber trotz dieses Vorfalls nicht erkannt; in der Skagerrakschlacht war das britische Kordit sehr wahrscheinlich für den Verlust von drei Schlachtkreuzern verantwortlich.
In der Nordsee versenkte das U-Boot U 9 am 22. September 1914 innerhalb von weniger als 2 Stunden die Aboukir, Hogue und Cressy, die auf Patrouillenfahrt waren. Der Angriff demonstrierte die Verwundbarkeit der alten Kreuzer, die daraufhin von solchen Patrouillen abgezogen wurden.
Bei der deutschen Flotte nahmen die Panzerkreuzer der III Aufklärungsgruppe anfangs an Vorstößen der Flotte teil, wobei am 11. November 1914 die Yorck durch Minentreffer sank. Die älteren deutschen Panzerkreuzer wurden im Weiteren in der Ostsee eingesetzt, während die Blücher die meiste Zeit bei den Schlachtkreuzern in der Nordsee verblieb, bis sie am 24. Januar 1915 im Gefecht auf der Doggerbank von britischen Schlachtkreuzern versenkt wurde.
In der Skagerrakschlacht am 30. Mai 1916 befanden sich noch acht Panzerkreuzer beim Gros der Grand Fleet. Die Defence und Warrior operierten gegen 18 Uhr gegen die beschädigte Wiesbaden und kamen dabei unter das Feuer der deutschen Schlachtkreuzer und Schlachtschiffe. Defence erhielt einen Treffer, der ein Hauptmagazin zur Explosion brachte. Die Explosion breitete sich durch die Munitionspassagen entlang der 19-cm-Türme auf beiden Schiffseiten aus und brachte schließlich das andere Hauptmagazin zur Explosion. Die Warrior erhielt 15 Treffer von schweren Granaten, wurde aber erst am folgenden Morgen aufgegeben. Einer der Treffer zerstörte das Längsschott zwischen den Maschinenräumen, was einen asymmetrischen Wassereinbruch und damit ein Kentern verhinderte. Die Black Prince geriet in der Nacht in die deutsche Flotte und wurde von mehreren Schlachtschiffen auf kürzeste Entfernung beschossen und zur Explosion gebracht.
Nach der Skagerrakschlacht zog die Royal Navy ihre Panzerkreuzer von Einsatz mit der Schlachtflotte ab und verwendete sie zum Patrouillendienst und ähnlichen Aufgaben. Erwähnenswert ist der Verlust der Hampshire durch einen Minentreffer vor den Orkney-Inseln. Der britische Kriegsminister Lord Kitchener, der von dem Schiff nach Russland gebracht werden sollte, wurde bei dem Untergang getötet.
Im Geleit- und Patrouillendienst in den rauen Gewässern der nördlichen Nordsee und des Nordatlantiks erwiesen sich tief im Schiff in Kasematten aufgestellte Bewaffnung weitgehend als nutzlos. Die britische Marine ersetzte diese daher schrittweise durch an Oberdeck aufgestellte Geschütze. Die US Navy, die ihre Panzerkreuzer gemeinsam mit britischen und französischen Schiffen zum Geleitdienst im Nordatlantik einsetzte, machte dieselbe Erfahrung und entfernte tief aufgestellte Geschütze ersatzlos.
In der Ostsee hielt die russische Marine ihre modernen Schlachtschiffe zurück und stützte sich auf ihre Vor-Dreadnought-Linienschiffe und ihre großen Kreuzer. Die kaiserliche Marine setzte ihre noch vorhandenen alten Panzerkreuzer ebenfalls in der Ostsee ein. In den beengten Gewässern waren Minen und U-Boote eine besondere Bedrohung. Friedrich Karl sank im November 1915 in einem Minenfeld. Die russische Pallada wurde im Oktober 1914 durch Torpedotreffer versenkt, Prinz Adalbert im Oktober 1915; bei beiden brachte der Torpedo ein Magazin zur Explosion. Auf Grund der Minengefahr beschloss die deutsche Admiralität 1916, keine schweren Schiffe mehr in der östlichen Ostsee einzusetzen. Prinz Heinrich und Roon wurden für Hilfsaufgaben verwendet, wie auch der erste deutsche Panzerkreuzer, die Fürst Bismarck, die nie reaktiviert worden war. Russland modernisierte seine verbliebenen Panzerkreuzer und setzte sie weiter ein, unter anderem im Rahmen des Unternehmens Albion. Nach dem Friedensschluss wurden die überlebenden Schiffe bis auf die Rurik und die Pamjat Asowa nach Deutschland zum Abbruch verkauft. Die Pamjat Asowa, die als Depotschiff für U-Boote diente, wurde am 17. August 1919 im Hafen von Kronstadt von britischen Motortorpedobooten versenkt.
Im Mittelmeer befand sich zu Kriegsausbruch der deutsche Schlachtkreuzer Goeben, der nach Istanbul befohlen wurde. Allein ein britisches Kreuzergeschwader mit Defence, Duke of Edinburgh und Warrior wäre in der Lage gewesen, sie abzufangen. Der britische Admiral Ernest Troubridge kam aber zu dem Ergebnis, dass die Goeben seinen Schiffen zu stark überlegen sei und zog sich zurück. Für diese Entscheidung wurde er stark kritisiert, vor einem Kriegsgericht aber freigesprochen.
Danach befanden sich nur noch in der Adria und im Gebiet der Dardanellen und des Bosporus nennenswerte Überwasserstreitkräfte der Mittelmächte. Die französische Flotte, die seitens der Entente die Hauptverantwortung für das Mittelmeer hatte, hatte ebendort ihre sieben modernsten Panzerkreuzer mit der Schlachtflotte gruppiert. Anfang August waren die Schiffe an der Überführung des XIX. Armeekorps von Nordafrika ins französische Mutterland beteiligt. Anschließend blockierte die französische Flotte die Straße von Otranto und unternahm Vorstöße in die Adria, die Ende 1914 aufgrund der U-Boot-Gefahr aufgegeben wurden. Nach der Versenkung des Panzerkreuzers Léon Gambetta am 26. April 1915 durch U-Boot-Torpedos nahe der Straße von Otranto zog die französische Marine schwere Schiffe von der Nahblockade ab.
Am 23. Mai 1915 trat Italien auf Seite der Entente in den Krieg ein. Die italienische Marine setzte ihre Panzerkreuzer zu Küstenbeschießungen ein, bis sie die Amalfi am 7. Juli 1915 und die Giuseppe Garibaldi am 18. Juli 1915 durch U-Boot-Torpedos verlor. Danach setzte sie ihre schweren Schiffe in der Adria erst wieder im Oktober 1918 bei der Besetzung von Durrës offensiv ein, die von der Pisa, San Giorgio und San Marco angeführt wurde. Die k. u. k Marine setzte ihre Panzerkreuzer Kaiser Karl VI. und Sankt Georg ebenfalls zu Küstenbeschießungen und als Rückhalt für leichte Seestreitkräfte ein.
Trotz ihres überholten Konzeptes waren die neueren Panzerkreuzer zur Zeit des Ersten Weltkriegs relativ neue, auf Grund ihrer Größe seetüchtige Schiffe, die noch gut für zweitrangige Aufgaben eingesetzt werden konnten. Der Krieg zeigte insbesondere die Verwundbarkeit gegenüber Unterwasserschäden, eine Schwäche, die sie mit den aus derselben Zeit stammenden Vor-Dreadnought-Linienschiffen teilt.

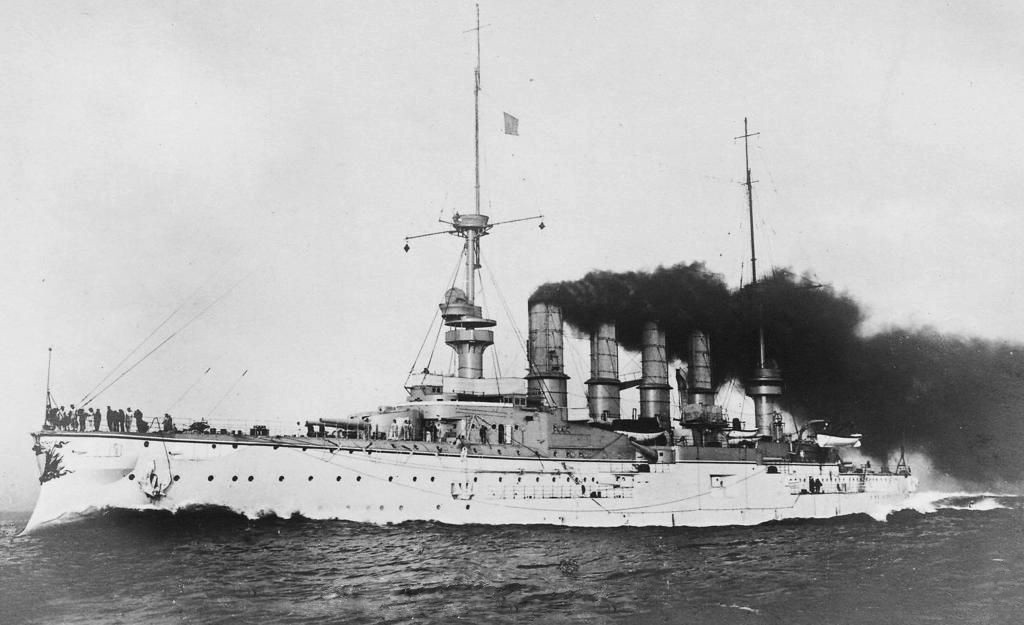
Die Scharnhorst, hier ca. 1908, war das Flaggschiff des deutschen Ostasiengeschwaders.
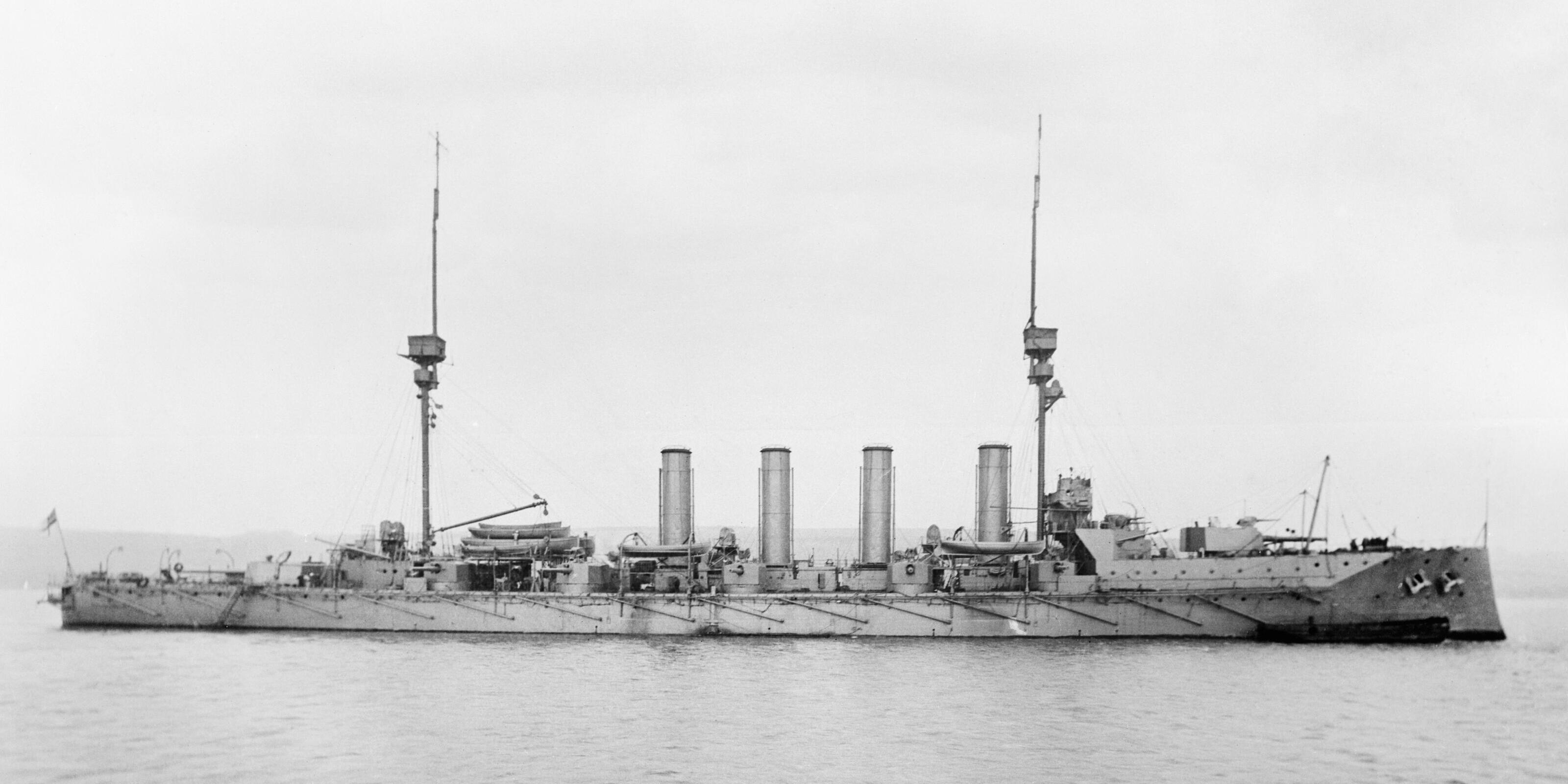
Die Defence, hier 1913, gehörte zur modernsten Klasse britischer Panzerkreuzer. Sie sank in der Skagerrakschlacht.
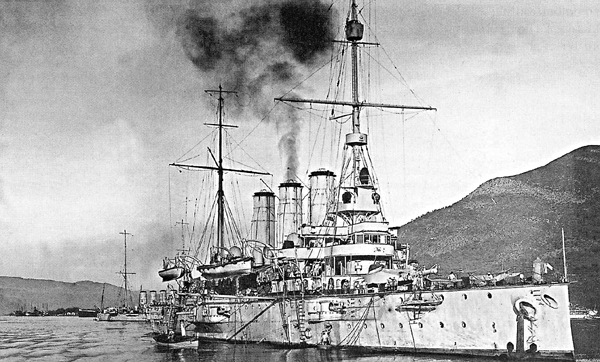
Die Kaiser Karl VI. der k. u. k. Marine ca. 1916. Das Schiff kam in der Adria zum Einsatz.

### Nach dem Ersten Weltkrieg
Die britische Marine stellte bald nach dem Ersten Weltkrieg fast alle Panzerkreuzer außer Dienst und ließ sie abwracken. Von allen Siegermächten verfügte allein Großbritannien über eine große Anzahl moderner Kreuzer, so dass es nur wenige der Schiffe als Schul- oder Versuchsschiffe behielt. Frankreich, Italien und die USA setzten hingegen wegen des Mangels geeigneterer Schiffe ihre Panzerkreuzer bis in die 1920er Jahre für Flottenaufgaben und auf Überseestationen ein. Die US Navy erwog sogar die umfassende Modernisierung einiger Schiffe; als letztes Schiff wurde 1933 die Rochester (ex Saratoga ex New York) außer Dienst gestellt. Die vier argentinischen Panzerkreuzer wurden als Küstenverteidigungsschiffe klassifiziert und dienten als Schulschiffe. Teilweise wurde der Antrieb auf Ölfeuerung umgestellt. Als letztes Schiff wurde 1953 die Pueyrredón außer Dienst gestellt.
Auch Schweden modernisierte seinen einzigen Panzerkreuzer Fylgia (1903) im Jahr 1939 umfassend und setzte sie bis Anfang 1953 als Schulschiff ein.
Die Tsukuba- und Ibuki-Klasse der japanischen Flotte galten unter den Bedingungen des Washingtoner Flottenabkommen als Schlachtschiffe und wurden daher abgewrackt. Die übrigen Schiffe wurden als Schulschiffe in Dienst gehalten.
Unter den Regeln des Londoner Flottenvertrags waren die noch vorhandenen Panzerkreuzer auf die Tonnagebegrenzungen für Kreuzer anzurechnen, was die Außerdienststellung der US-Schiffe beschleunigte. Japan wurde es explizit erlaubt, fünf Schiffe plus zwei weitere, zu Minenlegern umgebaute Schiffe vorübergehend zu behalten.
Im Zweiten Weltkrieg waren neben den argentinischen Schiffen noch sechs Panzerkreuzer fahrbereit: Die italienischen San Giorgio und San Marco, die griechische Georgios Averoff und die japanischen Izumo, Iwate und Yakumo. San Giorgio nahm als schwimmende Batterie an den Kämpfen um Tobruk 1940–1941 teil. Die Georgios Averoff entkam dem deutschen Angriff auf Griechenland; sie wurde von September 1941 bis Ende 1942 für Patrouillen- und Geleitaufgaben im Indischen Ozean eingesetzt. Izumo nahm im Dezember 1941 am Angriff auf Shanghai teil, wo sie ein britisches Flusskanonenboot versenkte. Danach wurden die japanischen Panzerkreuzer für Schulaufgaben eingesetzt. Die zum Minensucher umgebaute Tokiwa hingegen nahm hingegen als Minenleger und Truppentransporter aktiv am Pazifikkrieg teil. Die Yakumo überlebte den Krieg und wurde für die Repatriierung japanischer Truppen eingesetzt.

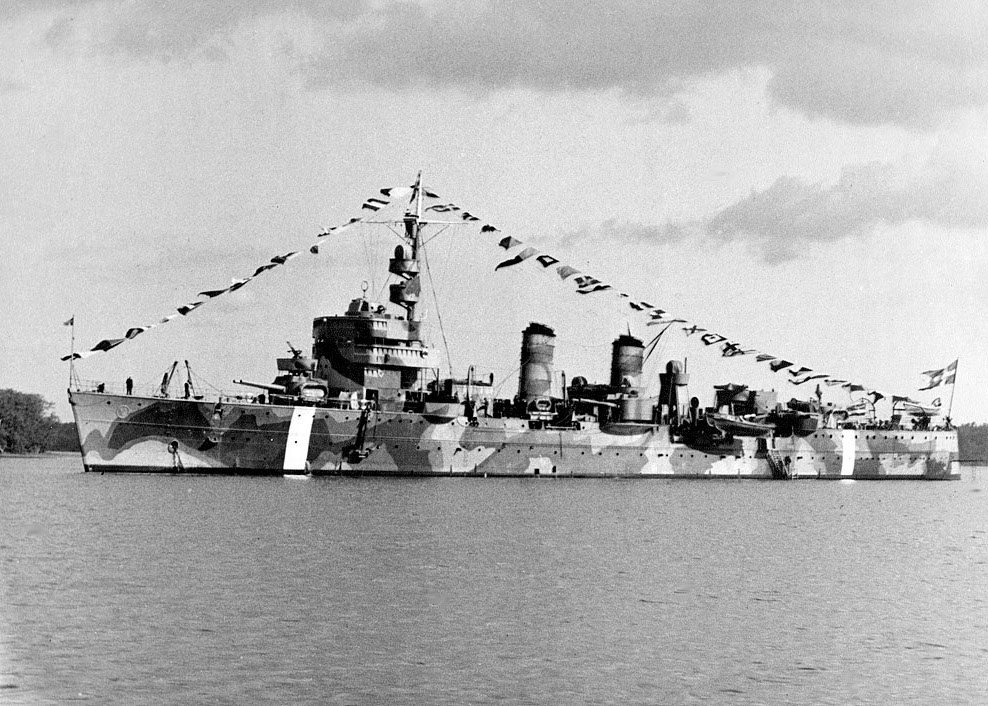
Die umgebaute Fylgia der schwedischen Marine während des Zweiten Weltkriegs. Durch den modernen Brückenaufbau, den Wegfall eines Schornsteins und den geraden Steven hat sich das Erscheinungsbild des Panzerkreuzers stark verändert.
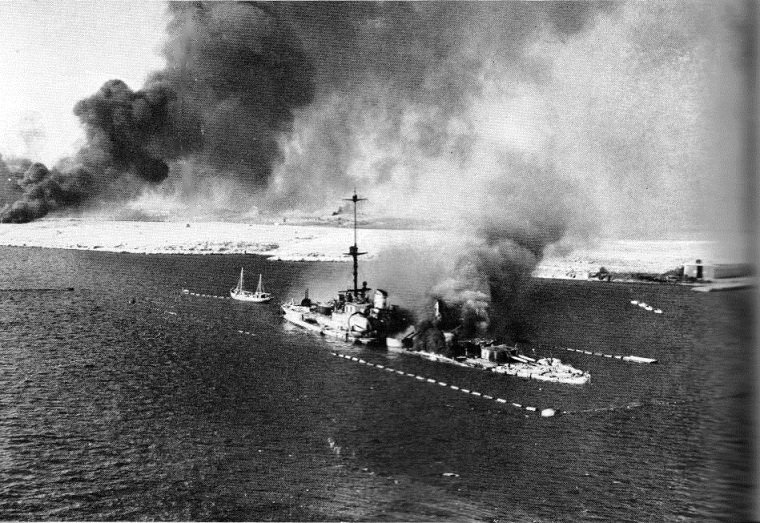
Die beschädigte italienische San Giorgo am 22. Januar 1941 in Tobruk nach der Selbstversenkung.

## „Panzerkreuzer-Debatte“
Die Bezeichnung Panzerkreuzer kam mit den um 1930 gebauten Panzerschiffen der Deutschland-Klasse nochmals in Gebrauch. Diese Schiffe wurden aufgrund der Auflagen aus dem Versailler Vertrag entworfen, die den Bau von echten Großkampfschiffen untersagten. Der Streit darum, ob sich die krisengeschüttelte Weimarer Republik den Bau neuer größerer Kampfschiffe überhaupt leisten könne, wurde 1928 als sogenannte Panzerkreuzer-Debatte im Reichstag ausgetragen und führte zu einer Regierungskrise.
Die drei Schiffe dieser Klasse, Deutschland (später in Lützow umbenannt), Admiral Scheer und Admiral Graf Spee, waren jedoch vollständige Neuentwicklungen, die man eher als Schwere Kreuzer mit der Bewaffnung eines leichten Schlachtschiffs ansehen kann. Mit dem veralteten Konzept des Panzerkreuzers hatten sie rein technisch betrachtet nichts mehr gemein, obwohl von der Einsatzcharakteristik für den Handelskrieg her gewisse Parallelen dazu nicht von der Hand zu weisen sind (hohe Geschwindigkeit, große Reichweite, für die Größe beachtlicher Panzerschutz). Die Bezeichnung „Panzerkreuzer“ kam in der Planungsphase auf, als das erste Schiff als „Panzerkreuzer A“ in den Etats aufgeführt wurde. Daher werden diese Schiffe in einigen Publikationen bis heute als Panzerkreuzer bezeichnet. Im Ausland hält sich diese Bezeichnung zum Teil noch bis heute.

## Erhaltene Schiffe

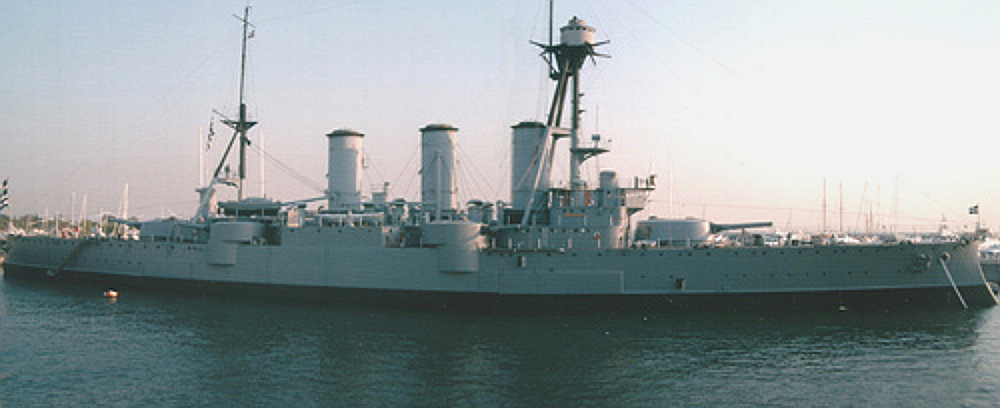
Die Georgios Averoff im Jahr 2005

Heute ist die griechische Georgios Averoff der letzte erhaltene Panzerkreuzer. Sie war von 1911 bis 1952 in Dienst und war stets das Flaggschiff der griechischen Flotte. Das in Livorno (Italien) gebaute Schiff der Pisa-Klasse wurde zum Teil vom Erbe des reichen patriotischen Kaufmanns Georgios Averoff finanziert und ist seit 1984 ein Museumsschiff. Eine Besonderheit der Georgios Averoff ist, dass sie – obwohl längst nicht mehr im Dienst – noch immer die Seekriegs- und Admiralsflagge der griechischen Marine führt.
Der untere Rumpf der US-amerikanischen Charleston (1902) war Mitte der 2010er Jahre noch als Wellenbrecher vor Kelsey Bay, Vancouver Island, vorhanden.

## Panzerkreuzer im Film
- Panzerkreuzer Potemkin – Der berühmte Film von Sergei Eisenstein über die Meuterei auf dem russischen Linienschiff Knjas Potjomkin Tawritscheski, das durch eine ungenaue Übersetzung des Originaltitels zum Panzerkreuzer wurde.
- Panzerkreuzer Sebastopol / Weiße Sklaven (Deutschland 1936) – Spielfilm über den Kampf zwischen bolschewistischen Revolutionären und zaristischen Widerstandskämpfern; in der Hauptrolle Karl John als Offizier des Panzerkreuzers, der schließlich aus der Gefangenschaft entkommene Zaristen in den Westen bringt. 1937 lief der Streifen in den Vereinigten Staaten, außerdem in einigen europäischen Ländern.